# Sikorsky S-61
Der Sikorsky H-3 Sea King oder S-61, in seiner SAR-Version auch als Jolly Green Giant bekannt, ist ein mit zwei Wellenturbinen ausgestatteter Mehrzweckhubschrauber des US-amerikanischen Hubschrauberherstellers Sikorsky Aircraft Corporation. Er wird von der United States Navy und von zahlreichen weiteren Truppen und Staaten eingesetzt.

## Überblick

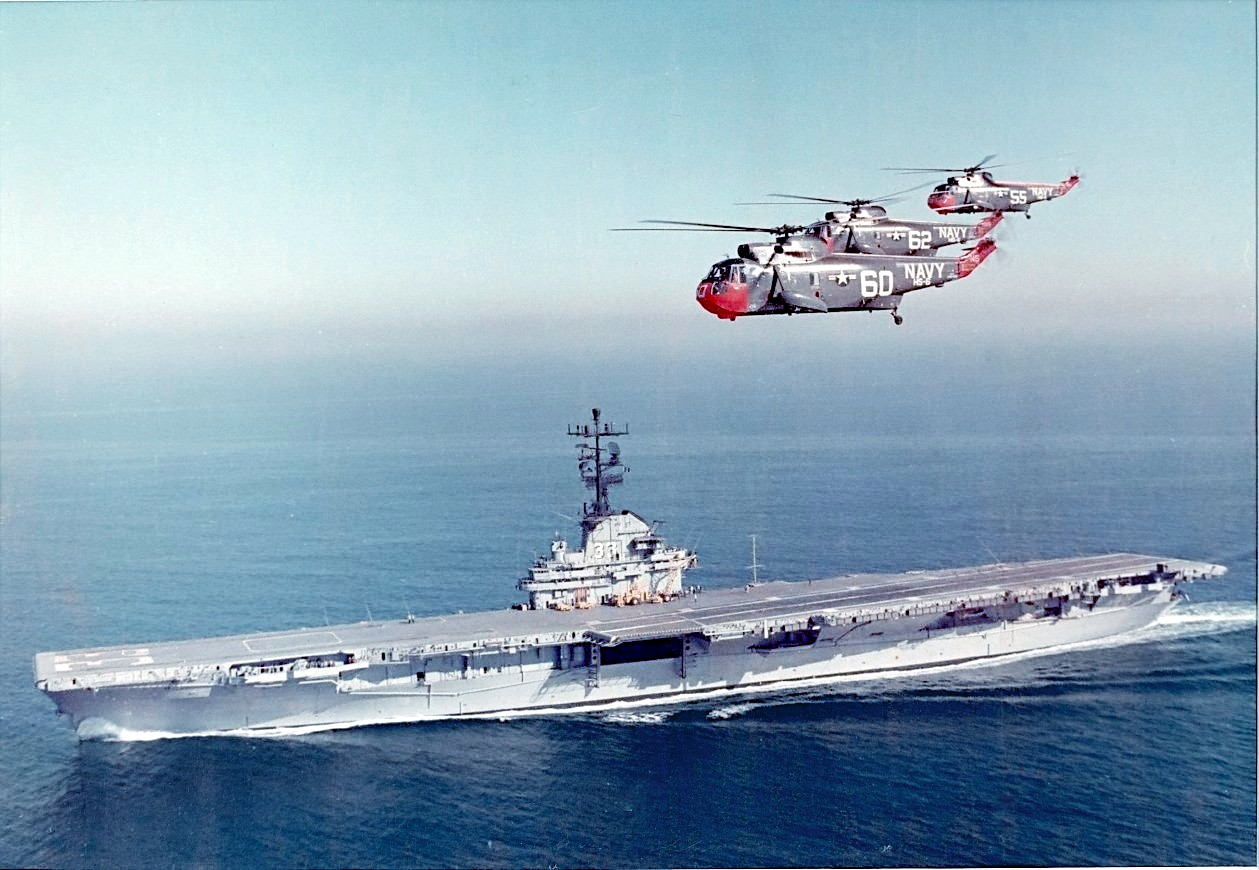
SH-3A über der USS Kearsarge Anfang der 1960er Jahre

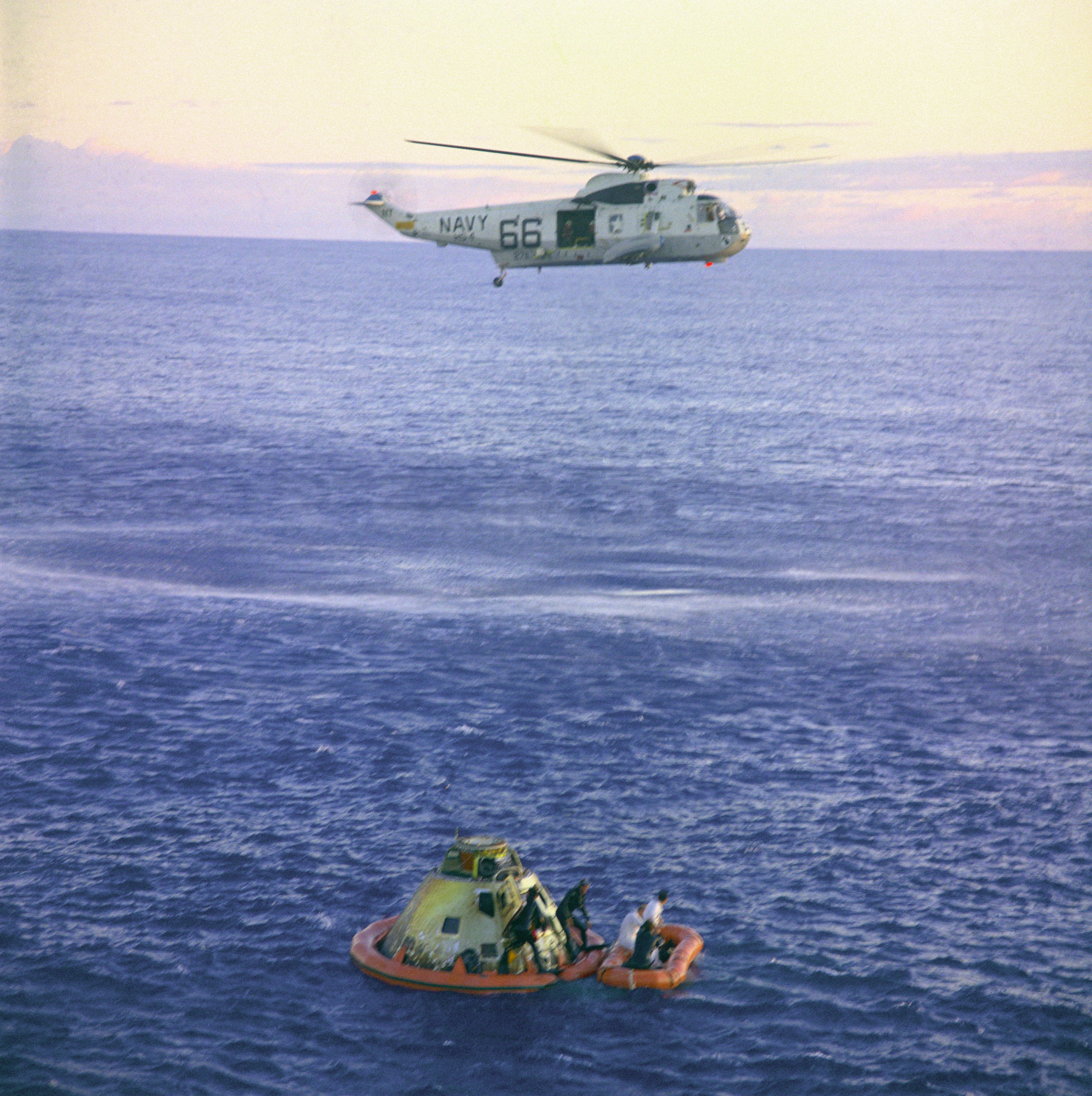
Der legendäre „sixty-six“, ein SH-3D, bei der Bergung der Landekapsel von Apollo 10

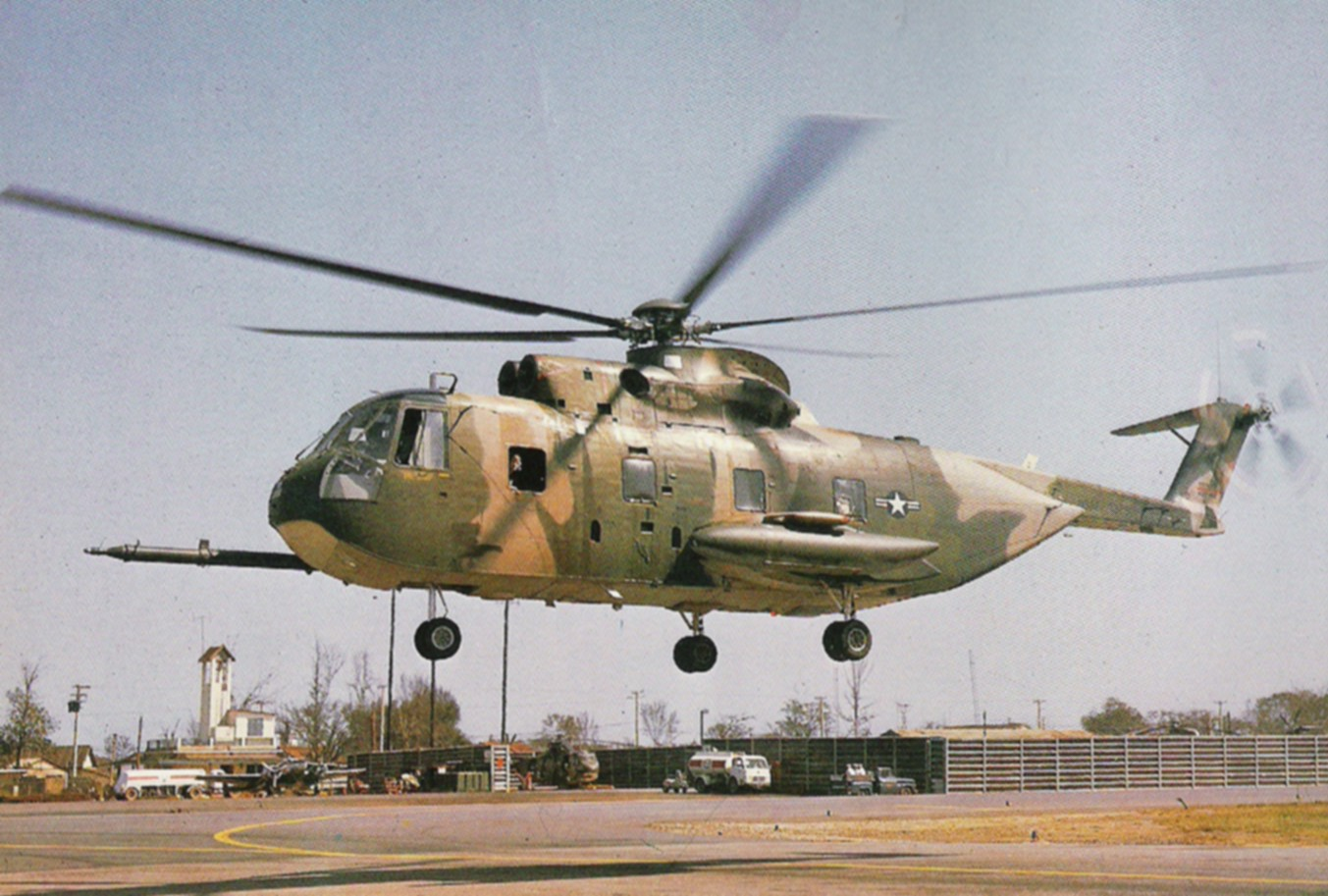
HH-3E der United States Air Force

Der Sea King hatte seinen Erstflug im Jahr 1959 und war ab Juni 1961 bei der US Navy im Einsatz. Er war von Anfang an für einen schiffsgestützten Einsatz vorgesehen. Die fünf Hauptrotorblätter können hydraulisch gefaltet werden, um den Platzbedarf des Hubschraubers im Schiffshangar zu verringern. Haupteinsatzgebiet war die Bekämpfung von U-Booten (englisch Anti-Submarine Warfare, ASW). Er konnte auch für Anti-Schiffs-, Search-and-Rescue-, Transport-, Kommunikations- und Frühwarn-Aufgaben eingesetzt werden. In der US Navy wurde er ab Anfang der 1990er Jahre in der ASW- und SAR-Rolle durch den SH-60F Sea Hawk ersetzt. Nur noch das United States Marine Corps setzt den Hubschrauber zu Trainings- und Testzwecken ein.
Der Sea King wurde in Großbritannien von Westland Helicopters Ltd. in Lizenz gefertigt, die eine modifizierte Version für die britische Royal Navy entwickelten. Diese Variante ist mit britischen Rolls-Royce-Bristol-Gnome-Turbinen sowie britischer Avionik- und ASW-Ausrüstung ausgestattet. Der britische Sea King flog zum ersten Mal 1969 und war ein Jahr später einsatzbereit. Er wurde auch von der Royal Air Force verwendet und in die ganze Welt verkauft. Hubschrauber dieser Variante wurden in Japan (von Mitsubishi) und Italien (von Agusta) in Lizenz gefertigt. Zu den Staaten, in die der Sea King exportiert wurde, zählen Argentinien, Australien, Belgien (Force Aérienne Belge), Brasilien, Kanada, Ägypten, Deutschland (Deutsche Marine), Indien, Japan, Malaysia, Norwegen, Pakistan, Katar (Qatar Emiri Air Force), Spanien und Großbritannien.
Bewaffnung und Ausrüstung des Sea King variieren mit der jeweiligen Einsatzrolle. Eine typische Bewaffnung besteht aus vier Torpedos, vier Wasserbomben oder zwei Seezielflugkörpern vom Typ Sea Eagle oder Exocet. Im SAR-Einsatz bietet die Kabine Platz für 22 Personen oder neun Pritschen und zwei Mann medizinisches Personal. Beim Truppentransport können bis zu 28 Soldaten befördert werden. Der Sea King kann auf dem Wasser landen und sich im Notfall mit nur einer der beiden Turbinen auf dem Wasser fortbewegen.
Ein Exemplar eines SH-3D, die Nummer 66 der Helikopterstaffel 4 der US Navy, erlangte eine Berühmtheit, als es im Rahmen des Apollo-Raumflugprogrammes der NASA die im Pazifik gewasserten Astronauten barg. Einige Sea King mit spezieller Ausrüstung und Sonderanstrich dienen als offizielle Hubschrauber des US-Präsidenten. Sie werden vom United States Marine Corps betrieben. Das Rufzeichen der Maschine ist Marine One, wenn der Präsident an Bord ist.

## Besondere Flugleistung
Am 31. Mai und 1. Juni 1967 gelang zwei Sikorsky HH-3 Jolly Green Giant in 30 Std. und 40 Min. der erste Helikopter-Nonstop-Flug über den Atlantik. Dabei wurden sie neunmal von Hercules-Flugzeugen luftbetankt.

## Sea King der Deutschen Marine
Von 22 beschafften Westland Sea King Mk. 41 der Deutschen Marine stehen beim Marinefliegergeschwader 5 noch 21 im Einsatz. Ein Sea King (Taktisches Kennzeichen: 89+59) stürzte am 17. November 1998 in die Nordsee. Er sollte nach einem Hauptgetriebeschaden – unter einem Transporthubschrauber des Deutschen Heeres vom Typ Sikorsky CH-53 hängend – nach Kiel zur Reparatur transportiert werden. Nach wenigen Seemeilen schaukelte sich der Sea King derartig auf, dass das Transportgeschirr, an dem der Helikopter hing, gekappt werden musste, um einen Absturz beider Maschinen zu verhindern. Beim Aufprall auf die Wasseroberfläche aus rund 100 m wurde die 89+59 völlig zerstört. Ein weiterer Hubschrauber (89+61) wurde zuvor nach einem Unfall durch einen neuen Sea King ersetzt. Die alte 89+61 wird als SAG (Schul- und Ausbildungsgerät) noch in der Techniker-Ausbildung benutzt. Seit 2006 erhalten die Triebwerke der deutschen Sea King eine Leistungssteigerung.
Ab 2020 wird ihn der Marinetransporthubschrauber NH90 Sea Lion Stück für Stück ersetzen (Näheres hier).

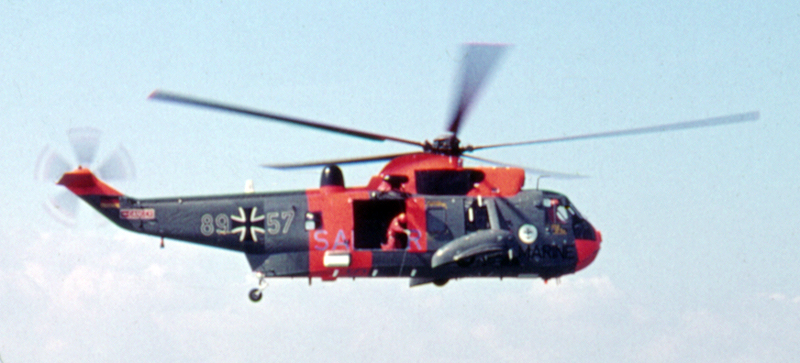
Mk.41 in der Ursprungslackierung
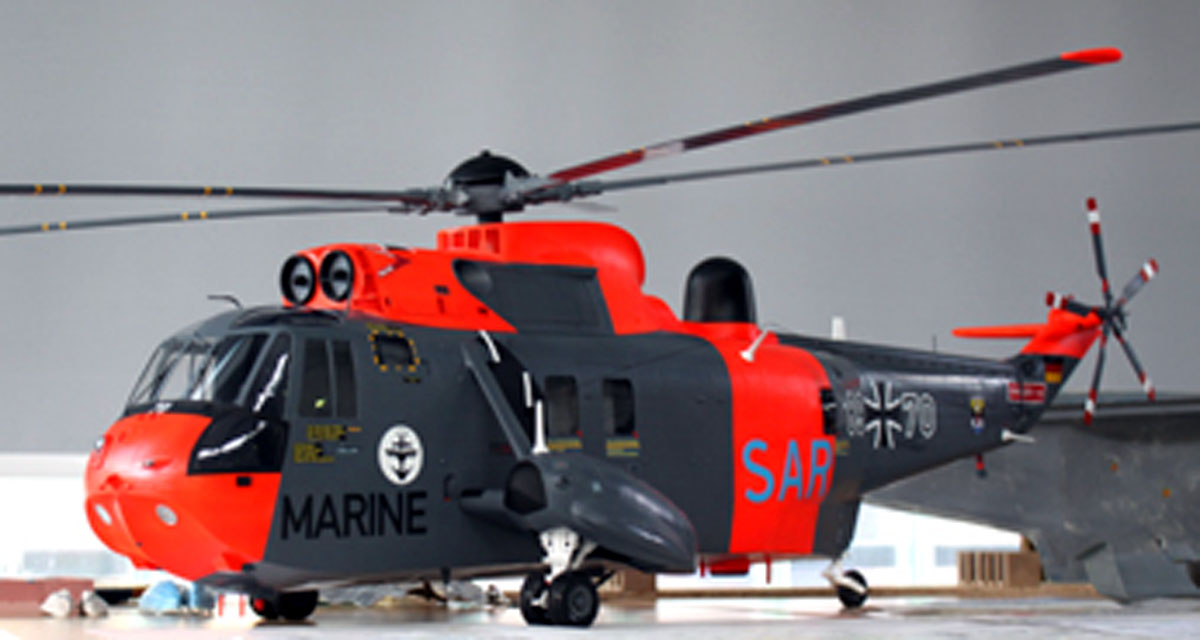
Mk.41 im Maßstab 1 : 11 im Hubschraubermuseum Bückeburg
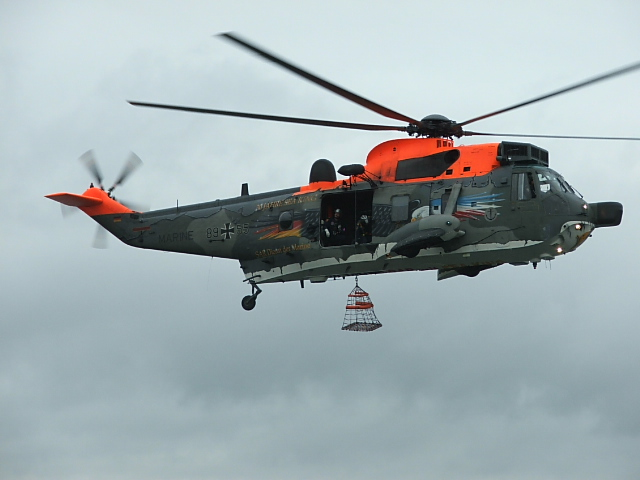
Mk.41 SAR

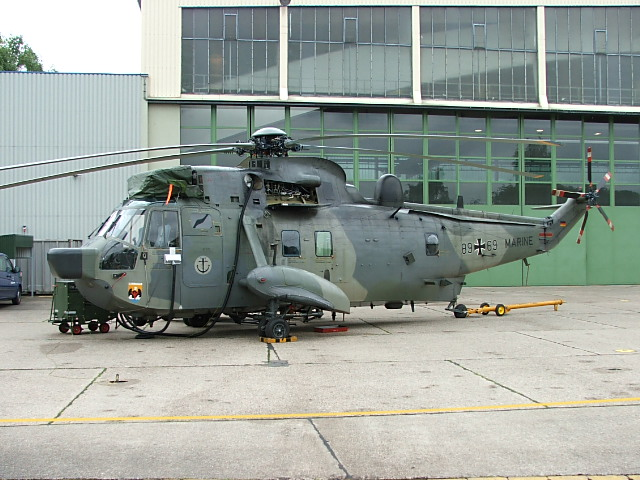
Mk.41 mit neuem Tarnanstrich
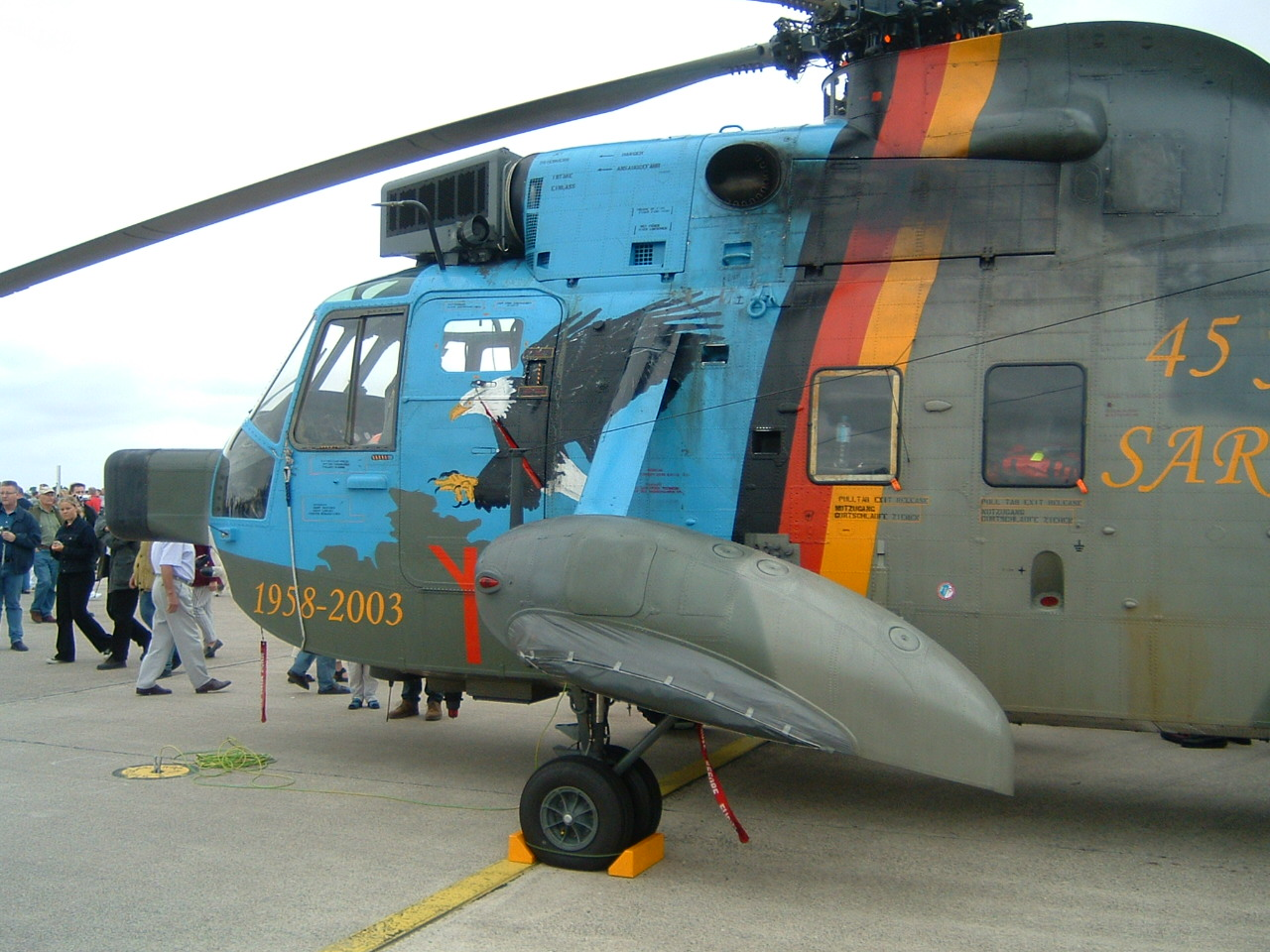
Mk.41 mit Jubiläumsanstrich
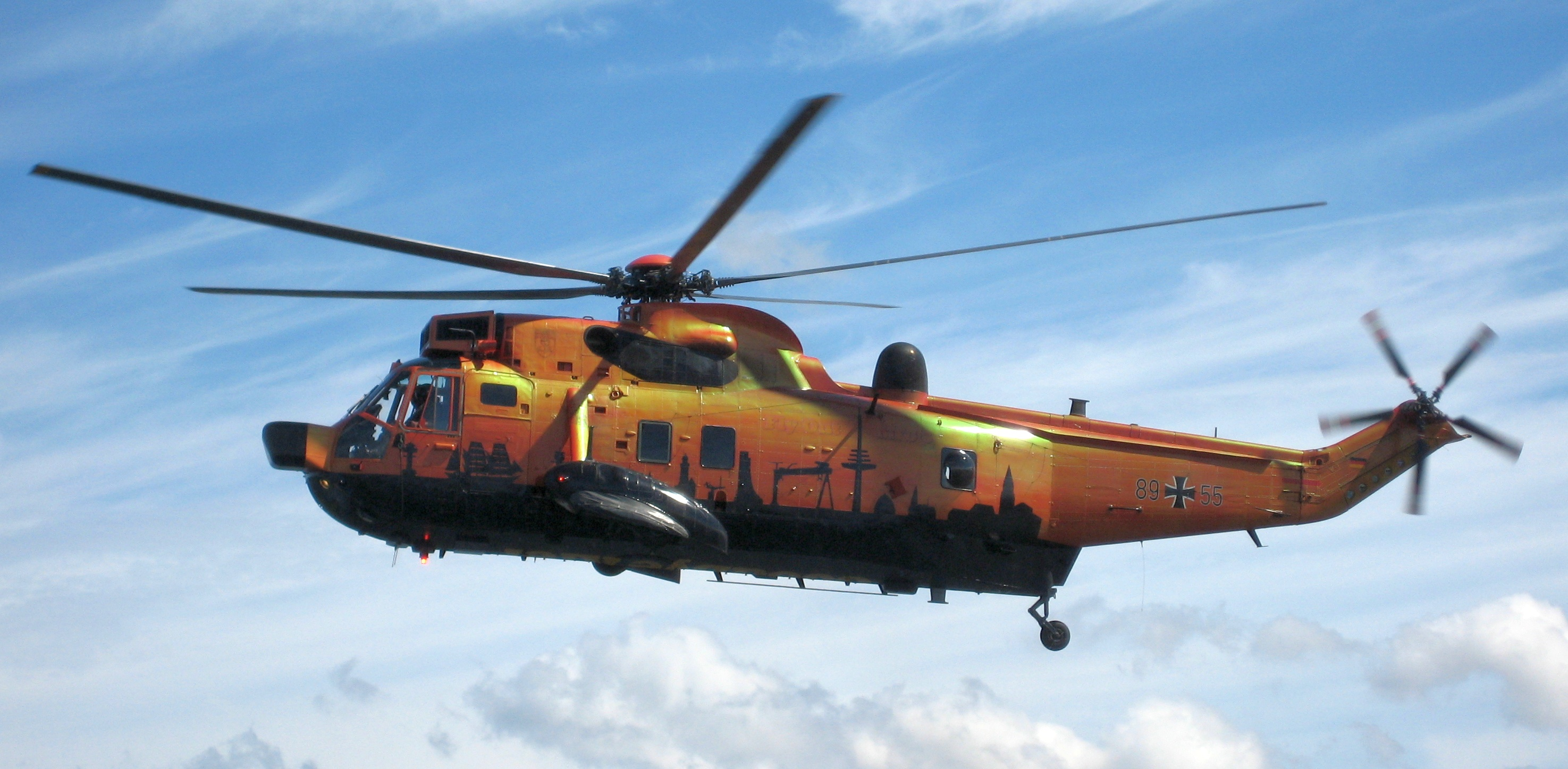
Mk. 41 Flyout Lackierung

In den Jahren 1972 bis 1975 in Dienst gestellt, sind die Hubschrauber bereits mehrmals modernisiert worden. Dieser Modernisierungsprozess wird die nächsten Jahre weiter anhalten, da der eventuelle Nachfolgehubschrauber MH90-NG, der den Sea King bereits 1997 als NFH ablösen sollte, sich weiter verzögert. Gesetzliche Auflagen und nicht mehr erhältliche Ersatzteile für die teils sehr alten Anlagen und Geräte machen einen Ersatz dieser durch neue und modernere Geräte erforderlich. Eine der Hauptaufgaben ist die Seenotrettung; er wird auch als Bordhubschrauber der Einsatzgruppenversorger der Klasse 702 eingesetzt. In dieser Rolle waren auch Hubschrauber in Afrika (Djibouti, Horn von Afrika, Elfenbeinküste), in Asien (Tsunami-Katastrophe) sowie im Rahmen von UNIFIL vor dem Libanon im Einsatz. Die Bewaffnung mit Lenkflugkörpern wurde abgegeben. Somit besitzt die Sea King nur noch Eigenschutz durch Chaff, Flare und ein Maschinengewehr M3M. Außerdem spezialisiert sich das MFG 5 auf Einsätze im Rahmen von KSK-Einsätzen.
Für den in die Jahre gekommenen Sea King wird, auch wegen ansteigender Instandhaltungskosten, dringend ein Nachfolgemodell benötigt. Als potentielle Kandidaten gelten der NH90-NTH (NH90 Naval Transport Helicopter), die Marineversion des NATO-Hubschraubers NH90 von NHIndustries sowie der Sikorsky CH-148 Cyclone, ein militärisches Derivat des Sikorsky S-92. Die wahrscheinlichste Lösung ist dabei „18 Marinehubschrauber, die aus dem NH90-Programm abgeleitet“ wurden. Das wurde in einem Absichtserklärung zwischen dem Bundesministerium der Verteidigung und der Eurocopter Group im März 2013 als Kompensation für eine geringere Abnahme von Eurocopter Tiger durch die Bundeswehr vereinbart. Im November 2014 wurde bekannt, dass eine Bestellung des NH 90 unmittelbar bevorsteht und damit die geplante Stückzahlanpassung realisiert wird.
Allerdings wurde von der Marineführung damals in Betracht gezogen, den Hubschrauber noch bis 2026 weiter zu fliegen. Je weniger Hubschrauber einsatzbereit sind, desto weniger Flugstunden sind möglich. Ein Teil der Hubschrauber wurde und wird ausgeschlachtet, um andere Hubschrauber flugfähig zu machen. Das Marinefliegergeschwader 5 ist im Jahr 2012 umgezogen und seither wie das Marinefliegergeschwader 3 im Marinefliegerstützpunkt Nordholz beheimatet. Somit werden dort zwei Geschwader an einem Standort betrieben. Mit der Verlegung des MFG 5 wurde die 3. Staffel (Sea Lynx) des MFG 3 als 3. Staffel ins MFG 5 eingegliedert. So gibt es dort ein Starrflügler- und ein Drehflügler-Geschwader.

## Sea King in Kanada
Die kanadische Marine kaufte 1963 41 Sea Kings. Die Hubschrauber waren damals sehr modern und bewährten sich gut, auch bei ihren Besatzungen waren sie beliebt. Die Kanadier entwickelten eine Technik, um die großen Hubschrauber auf kleinen Schiffsdecks zu landen, wobei eine Winde verwendet wurde, mit der die Maschine heruntergezogen wurde. Dies brachte ihnen den Spitznamen Crazy Canucks ein.

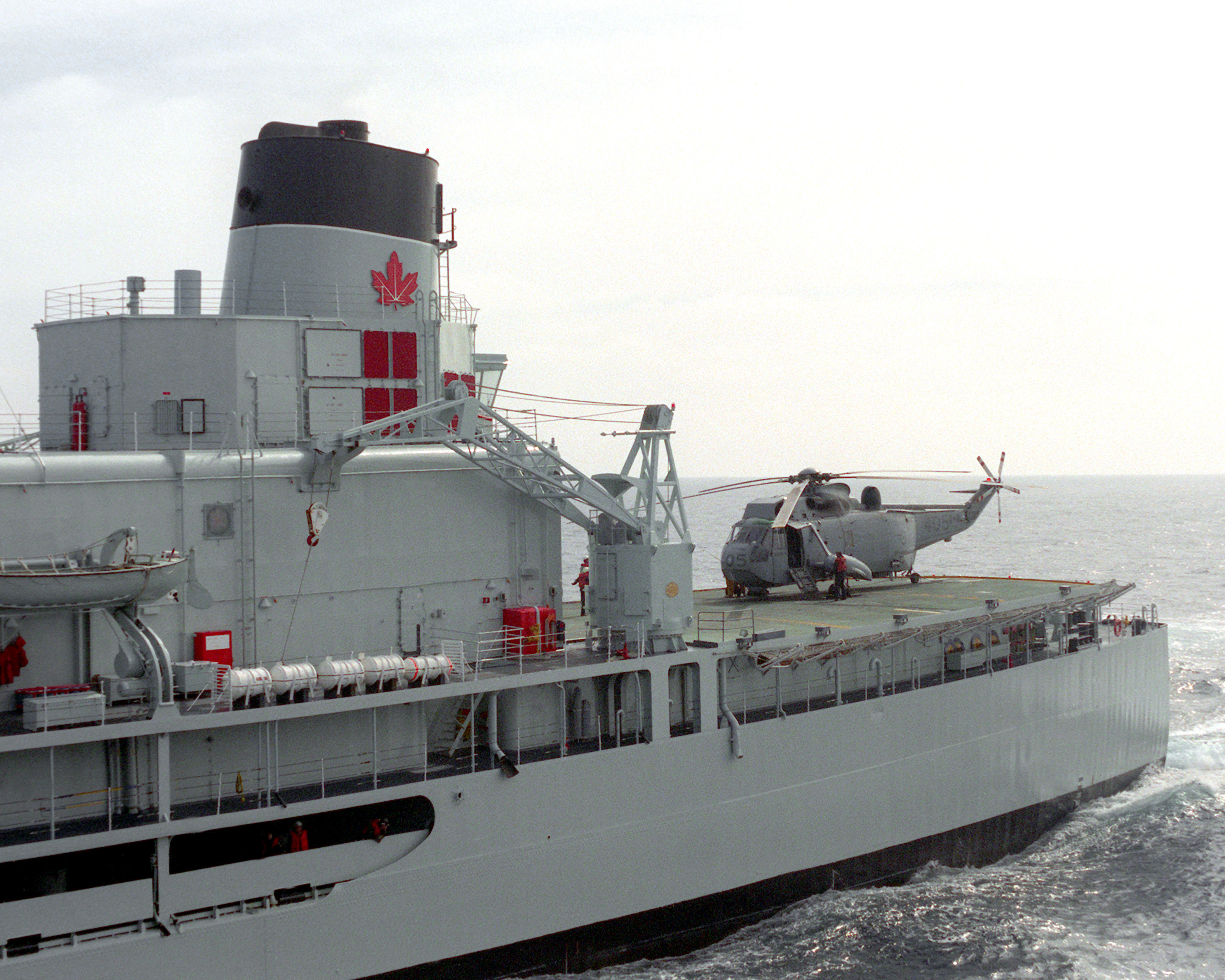
CH-124A an Bord der HMCS Provider

Mit zunehmender Betriebsdauer wurden die Sea King unzuverlässiger und schwerer zu warten. Zwölf sind inzwischen  abgestürzt, wobei zehn Menschen den Tod fanden. Jeder Sea King erfordert inzwischen 30 Stunden in der Wartung für eine Stunde Flug und ist damit 40 Prozent der Zeit nicht verfügbar. Ende 2003 musste die gesamte verbliebene Flotte einige Wochen lang am Boden bleiben, nachdem bei zwei Maschinen innerhalb kurzer Zeit Triebwerksausfälle aufgetreten waren. Versuche, die Hubschrauber zu ersetzen, scheiterten an politischen Verwicklungen. 1992 bestellte die damalige konservative Regierung Hubschrauber des Typs EH-101, um die Sea Kings zu ersetzen. Nach einem Regierungswechsel 1993 stornierten die Liberaldemokraten den Auftrag und bezahlten 500 Millionen Kanadische Dollar Vertragsstrafe. Ab November 2008 sollten die kanadischen CH-124 Sea King durch 28 CH-148-Cyclone-Hubschrauber von Sikorsky ersetzt werden. Diese stellen eine für Kanada entwickelte Marine-Variante der H-92 Superhawk dar.
Kanadische Sea-King-Piloten haben ihrem Hubschrauber ein Lied gewidmet, das zur Melodie des 1970er-Jahre-Hits Seasons in the Sun gesungen wird:

„Goodbye papa, please pray for me

My helicopter’s crashing in the sea.

Refrain:

We had joy, we had fun, we had Sea Kings in the sun

But the engines are on fire and the Sea Kings must retire“

## Versionen

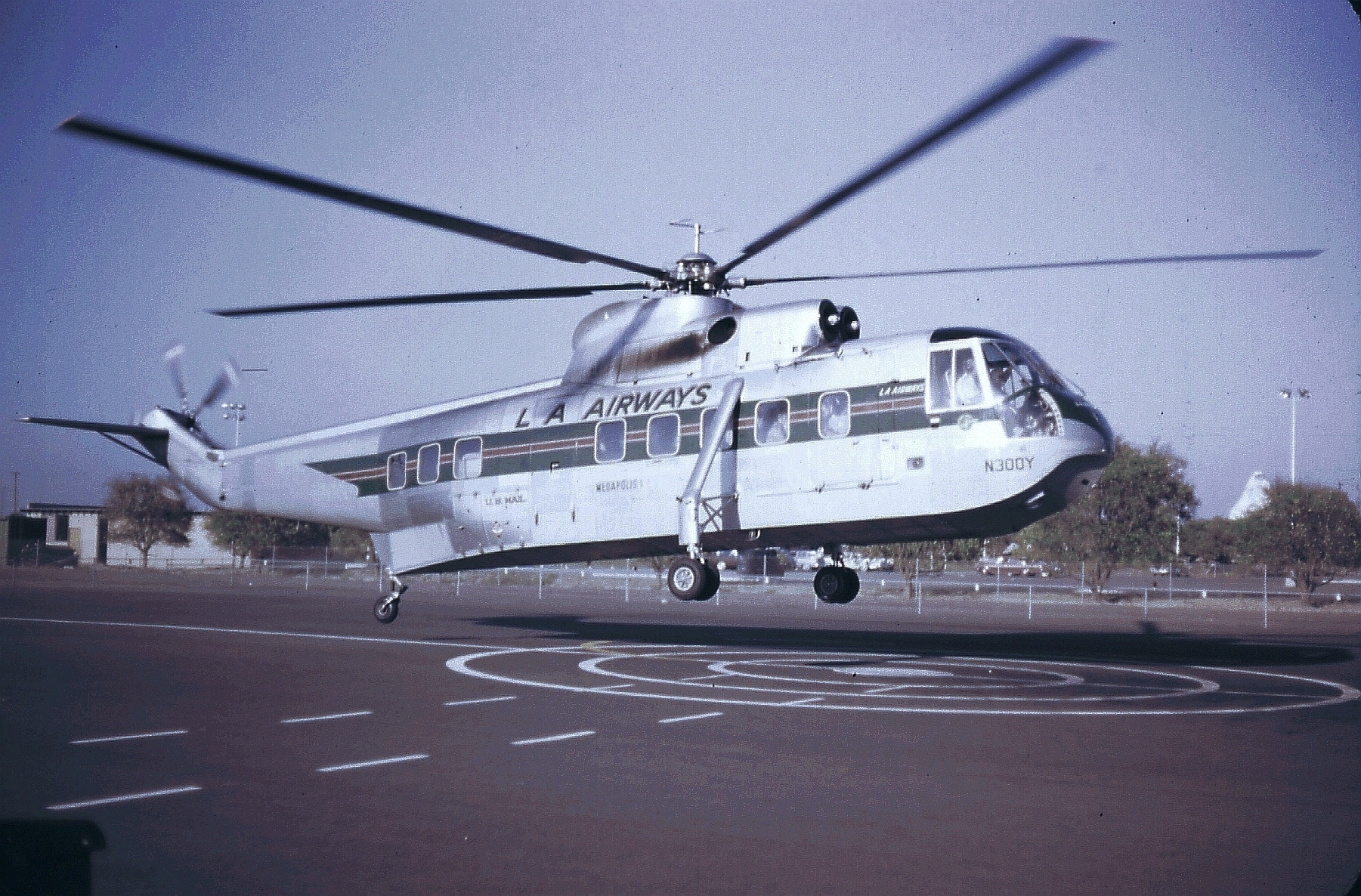
Sikorsky S-61L

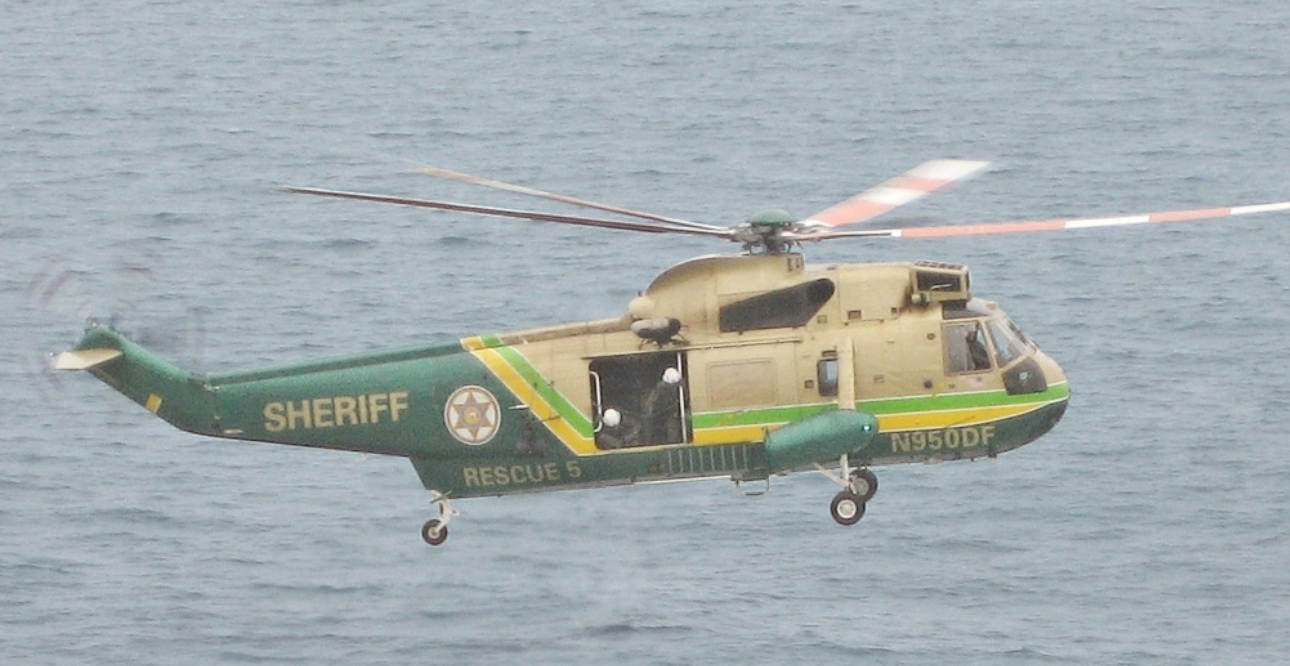
S-61 des Los Angeles County Sheriff’s Department

### S-61 (zivile Versionen)
S-61LTransporthubschrauber für bis zu 30 Personen mit 1350 WPS (1005 kW) leistenden GE-CT58-140-Triebwerken, 13 wurden gebaut
S-61L Mk IIVerbesserte S-61L u. a. mit CT58-110-Triebwerken
S-61NAmphibische Version des S-61L
S-61N Mk IIVerbesserte S-61L u. a. mit CT58-110-Triebwerken
S-61 Payloader900 kg leichtere Version des S-61L zum Transport schwerer Lasten
S-61 ShortskyUmbauten aus S-61L/N, verkürzter Rumpf für mehr Zuladung

### Sikorsky H-3

#### Sea King

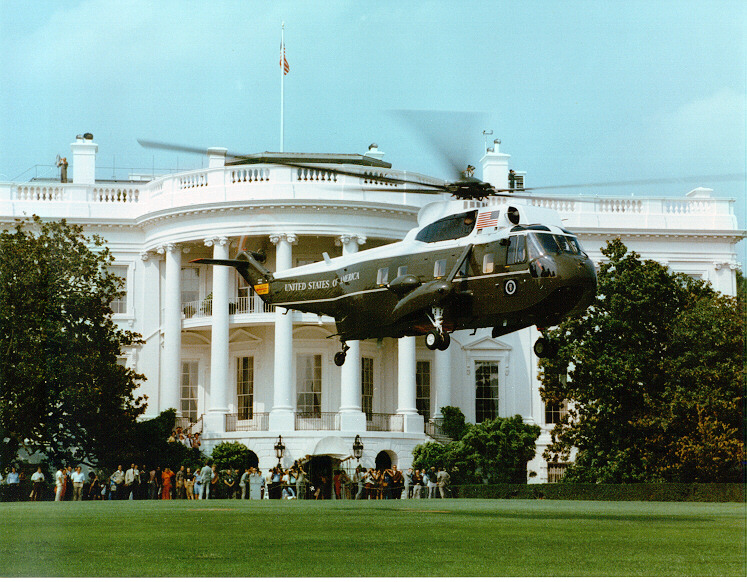
VH-3D Marine One

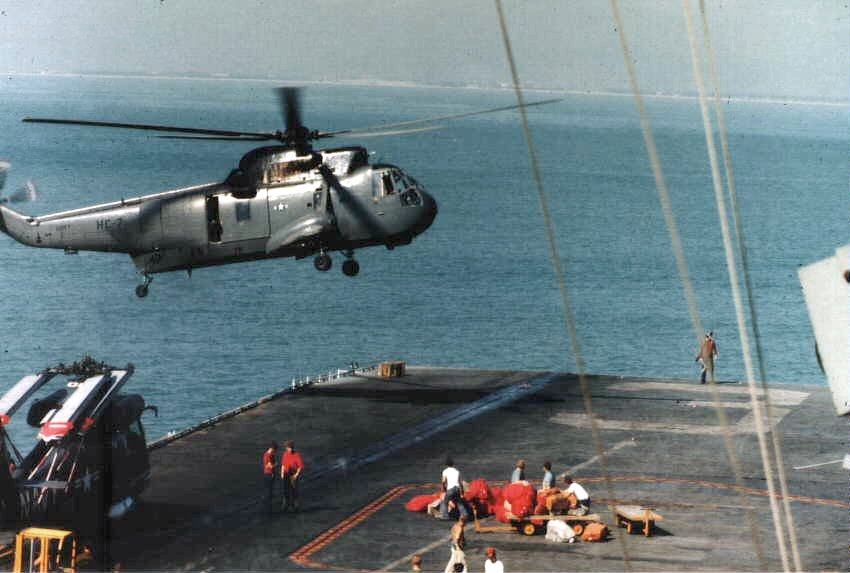
HH-3A-Rettungshubschrauber im Vietnamkrieg

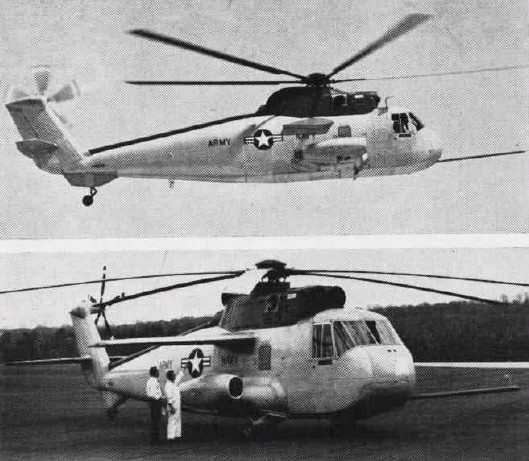
NH-3A

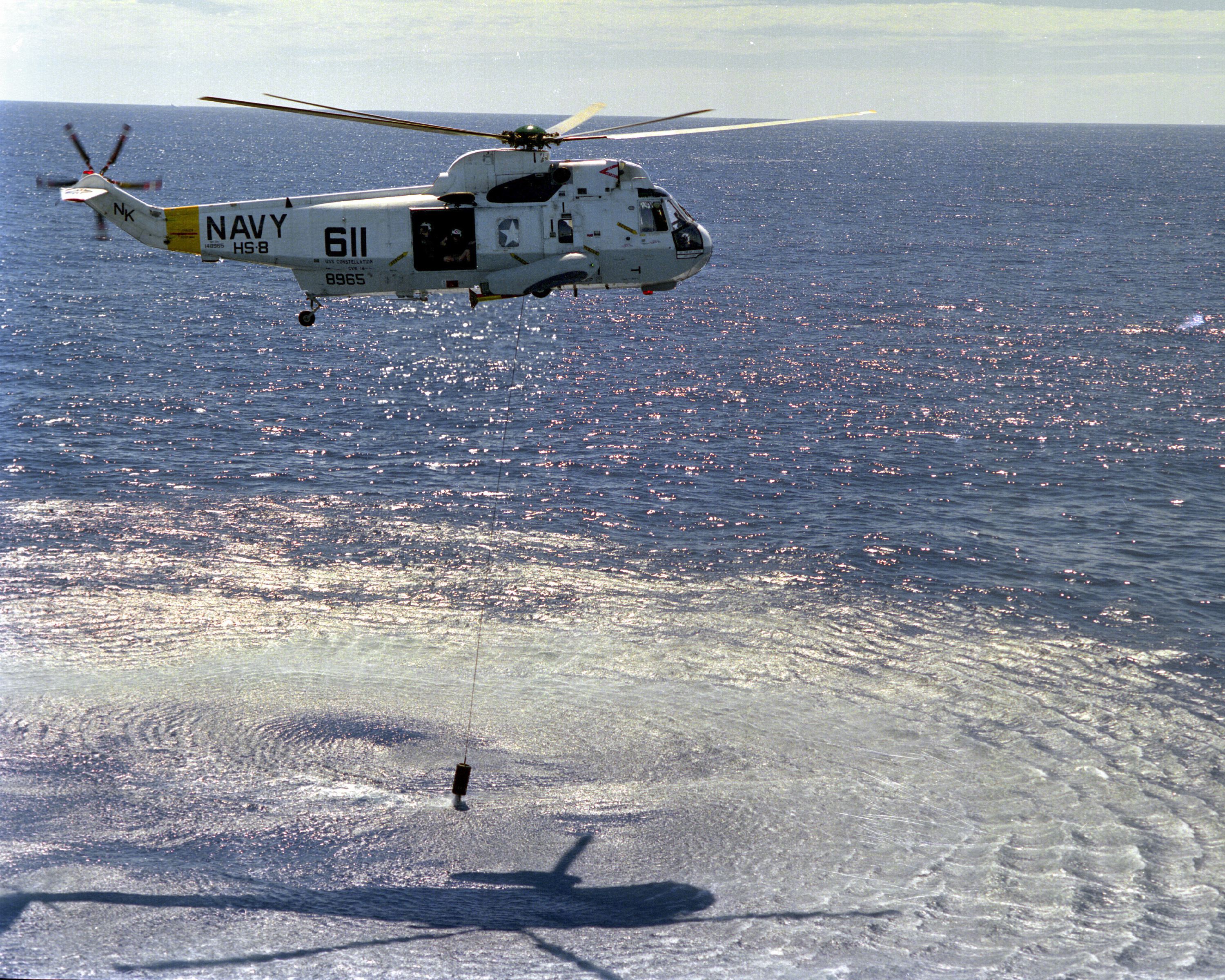
SH-3H mit Tauchsonar

XHSS-2Prototyp eines U-Jagd-Hubschraubers für die U.S. Navy
YHSS-2Vorserienmaschinen, sieben wurden gebaut
SH-3AU-Jagd-Hubschrauber für die U.S. Navy mit AQS-10- oder AQS-13-Tauchsonar und 1.250 WPS leistenden T58-GE-8B-Triebwerken, 255 wurden gebaut
HH-3AUmbau von zwölf SH-3A zur Rettung von abgeschossenen Besatzungen im Vietnamkrieg. Ausbau der U-Jagd-Ausrüstung, Einbau einer Panzerung und Bewaffnung mit MGs.
CH-3AUmbau von drei SH-3A als Transporthubschrauber für die U.S. Air Force
NH-3A (S-61F)Umbau einer SH-3A als Versuchshubschrauber für hohe Geschwindigkeiten
RH-3AUmbau und Ausrüstung von acht SH-3A zum Minenräumen
VH-3AVIP-Transporter für die U.S. Army und das U.S. Marine Corps. Acht wurden neu gebaut, eine YHSS-2 und ein SH-3A wurden umgerüstet. Beim Transport des Präsidenten hatten die Flüge das Rufzeichen Marine One.
CH-3Bspätere Bezeichnung der CH-3A
SH-3DSH-3A mit 1.400 WPS T58-GE-10-Triebwerken, 79 wurden gebaut
VH-3DVIP-Transporter für das U.S. Marine Corps, 11 wurden gebaut. Beim Transport des Präsidenten hatten die Flüge das Rufzeichen Marine One.
SH-3Gverbesserte Transportversion, 105 wurden aus SH-3A/D umgebaut
SH-3Hstark verbesserte U-Jagd-Version, 145 wurden aus SH-3A/D/G umgebaut
SH-3H AEWFrühwarn-Version der spanischen Marine
UH-3HTransportversion, Umbau aus SH-3H
YSH-3JUmbau von zwei SH-3H zum Testen der Sensoren der späteren SH-60 Seahawk

#### Jolly Green Giant/Pelican

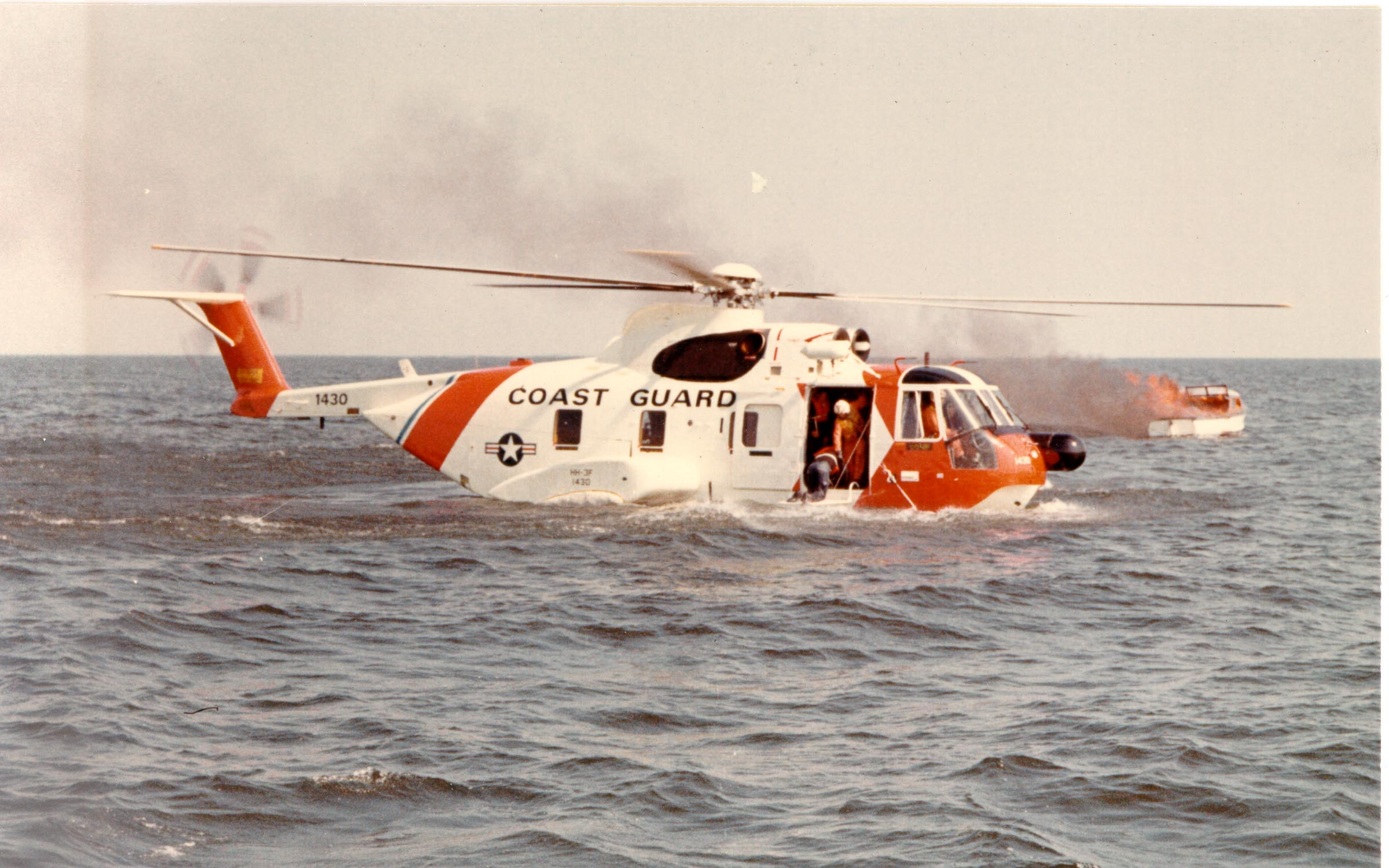
HH-3F der US Coast Guard

CH-3CTransporthubschrauber, umgestalteter Rumpf mit Heckladerampe, 46 wurden gebaut
CH-3ECH-3C mit 1.500 WPS leistenden T58-GE-5-Triebwerken, 45 wurden neu gebaut, 41 CH-3C wurden nachgerüstet
HH-3E Jolly Green GiantAusrüstung von 50 CH-3E mit Panzerung, Bewaffnung und Luftbetankungsrohr zur Rettung abgeschossener Besatzungen
HH-3F PelicanSAR-Hubschrauber für die United States Coast Guard auf Basis des CH-3E, 40 wurden gebaut. 1990 übernahm und modifizierte die USCG weitere sechs CH-3E der USAF.

### Agusta S-61

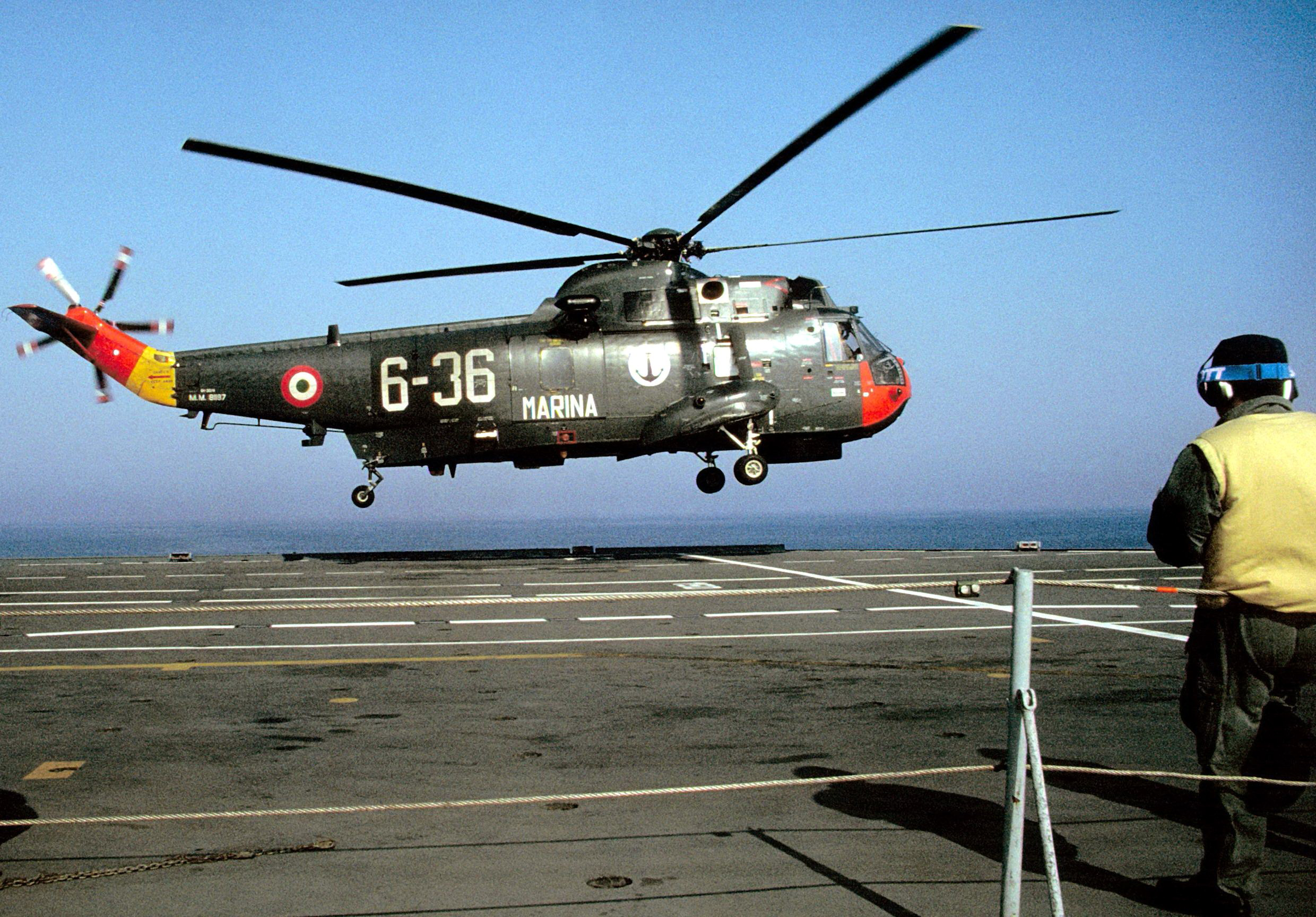
Agusta ASH-3D

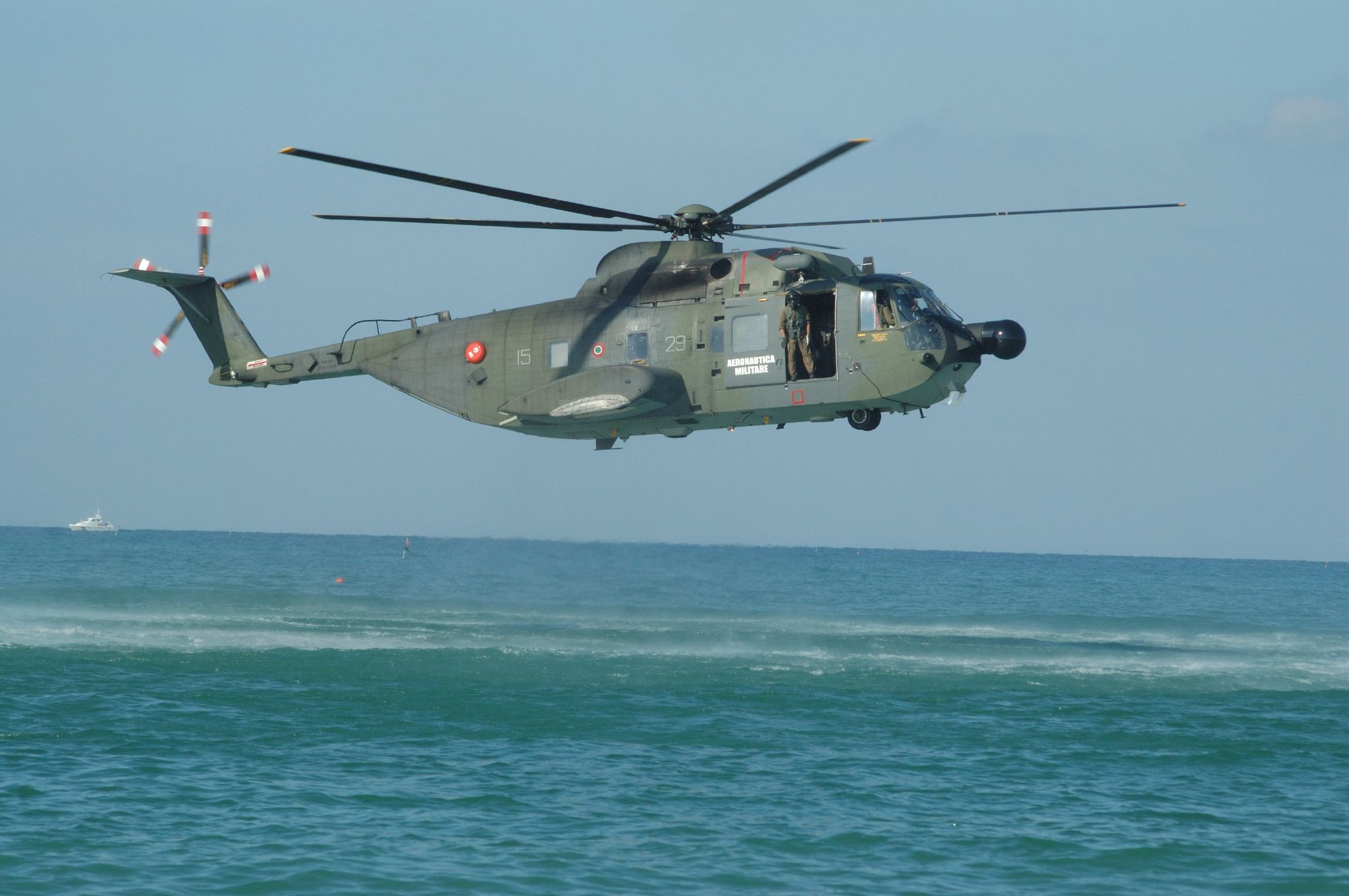
Agusta AS-61R

AS-61Lizenzversion der H-3, insgesamt wurden 93 gebaut
AS-61RSAR-Version analog der HH-3F, 36 wurden gebaut
AS-61N-1 SilverS-61N mit verkürztem Rumpf, vier wurden gebaut
AS-61VIPVIP-Transporter
ASH-3AMehrzweckversion ähnlich der SH-3G, Umbau aus ASH-3D
ASH-3DU-Jagd-Hubschrauber
ASH-3D/TSVIP-Transporter
ASH-3HU-Jagd-Hubschrauber, 14 wurden gebaut

### United Aircraft of Canada CH-124

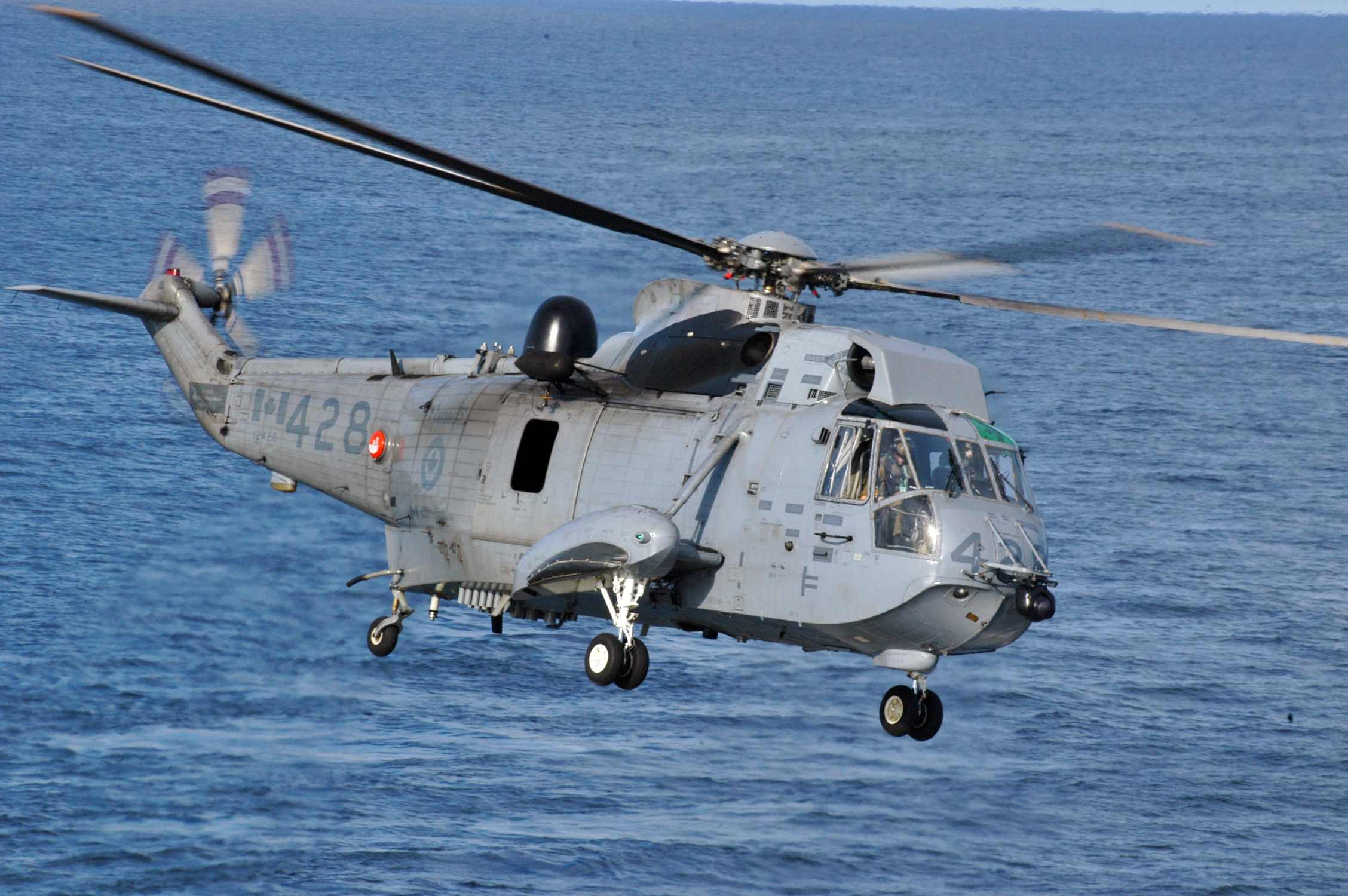
CH-124 Sea King

CH-124U-Jagd-Hubschrauber auf Basis der SH-3A, 41 wurden von Sikorsky produziert, aber von United Aircraft of Canada montiert
CH-124ACH-124 mit modernisierter Avionik
CH-124BCH-124A ohne Tauchsonar aber mit MAD-Sonde; fünf wurden 2005 zu Transporthubschraubern umgebaut
CH-124B2Ausrüstung von sechs CH-124B in den Jahren 1991/92 mit stark verbesserter U-Jagd-Ausrüstung. Durch das Ende des Kalten Krieges entfiel der Umbau weiterer CH-124. später wurden die CH-124B2 zu Transporthubschraubern umgebaut.
CH-124CUmbau einer CH-124 zu Testzwecken
CH-124Uinoffizielle Bezeichnung von vier zu Mehrzweckhubschraubern umgebauten CH-124

### Mitsubishi HSS-2

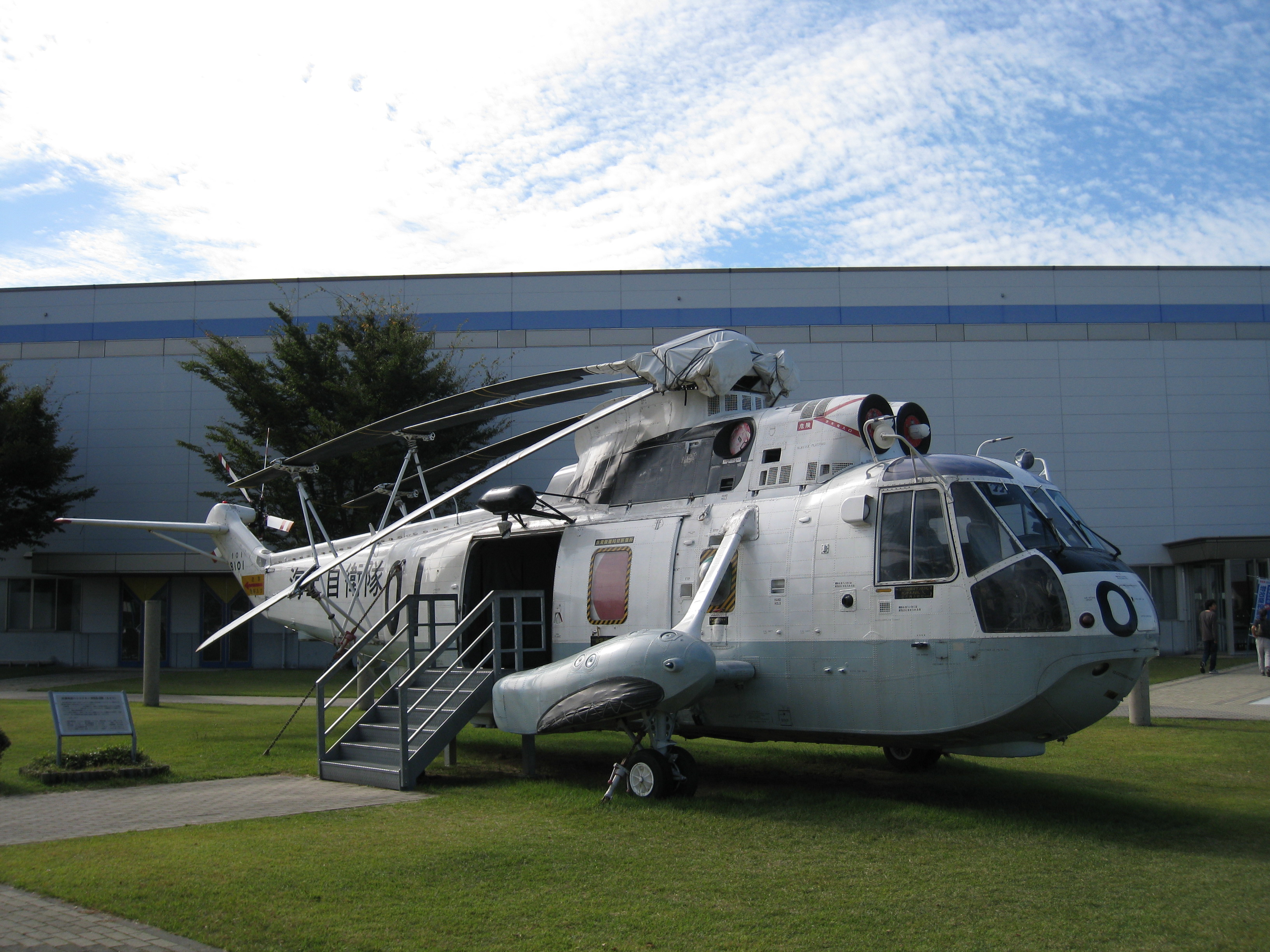
Mitsubishi HSS-2B

S-61ASAR-Hubschrauber auf Basis der SH-3A, 18 wurden von Mitsubishi in Lizenz gebaut
HSS-2U-Jagd-Hubschrauber auf Basis der SH-3A, 55 wurden gebaut
HSS-2AU-Jagd-Hubschrauber auf Basis der SH-3D, 28 wurden gebaut
HSS-2BU-Jagd-Hubschrauber auf Basis der SH-3H, 23 wurden gebaut

### Westland Sea King

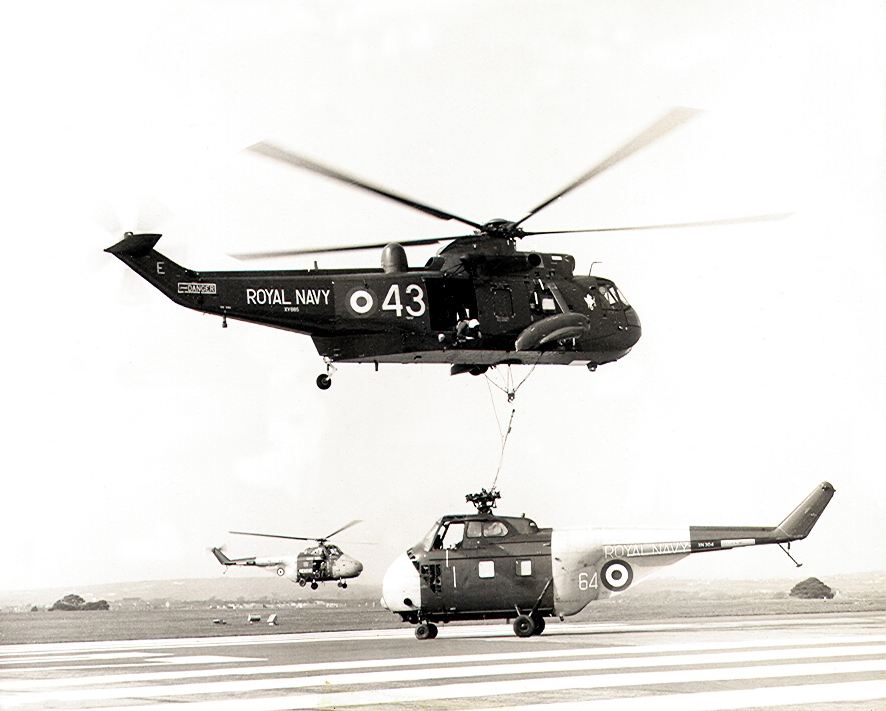
Sea King HAS.1

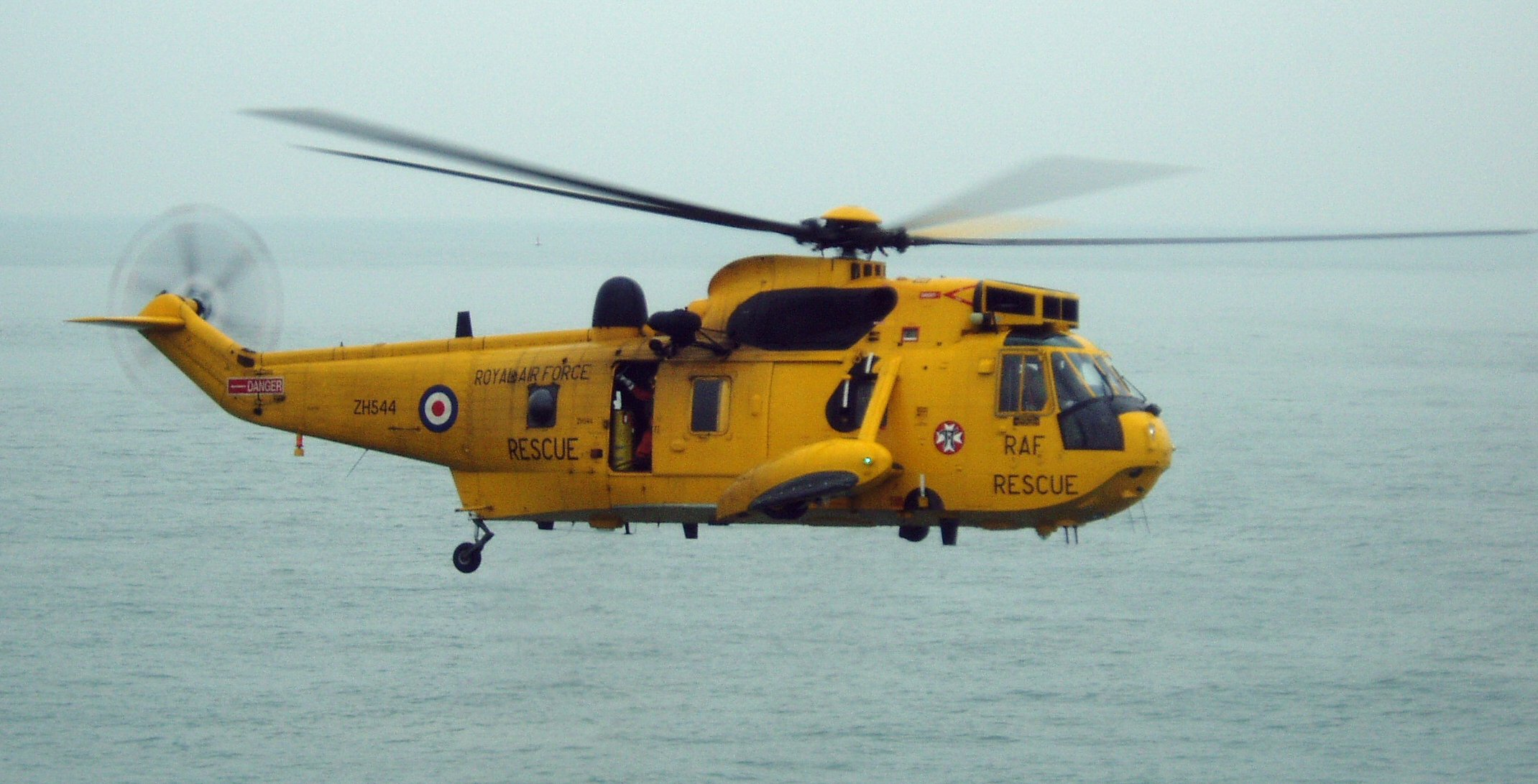
Sea King HAR.3 der RAF

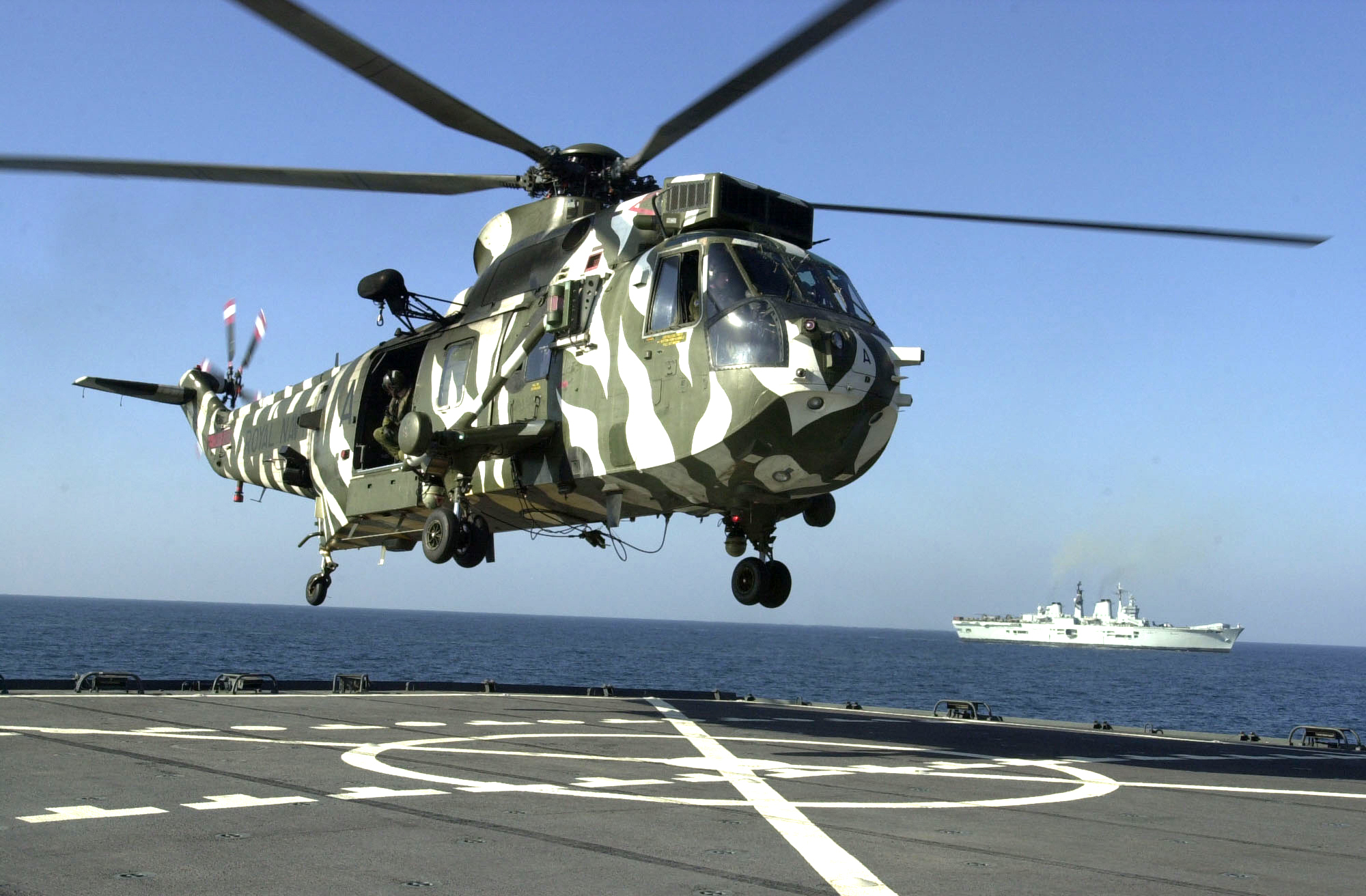
Sea King HC.4

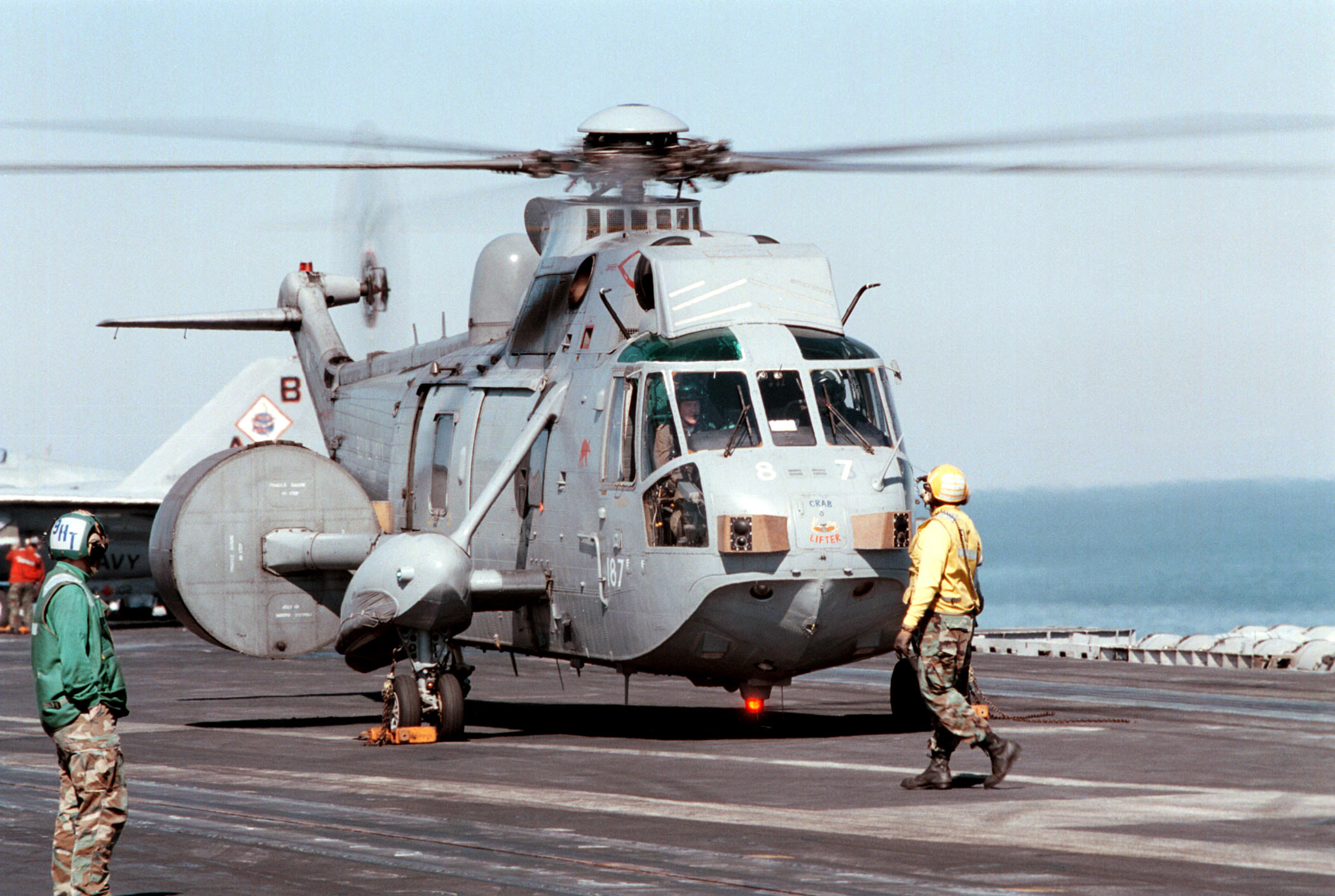
Sea King AEW.2A

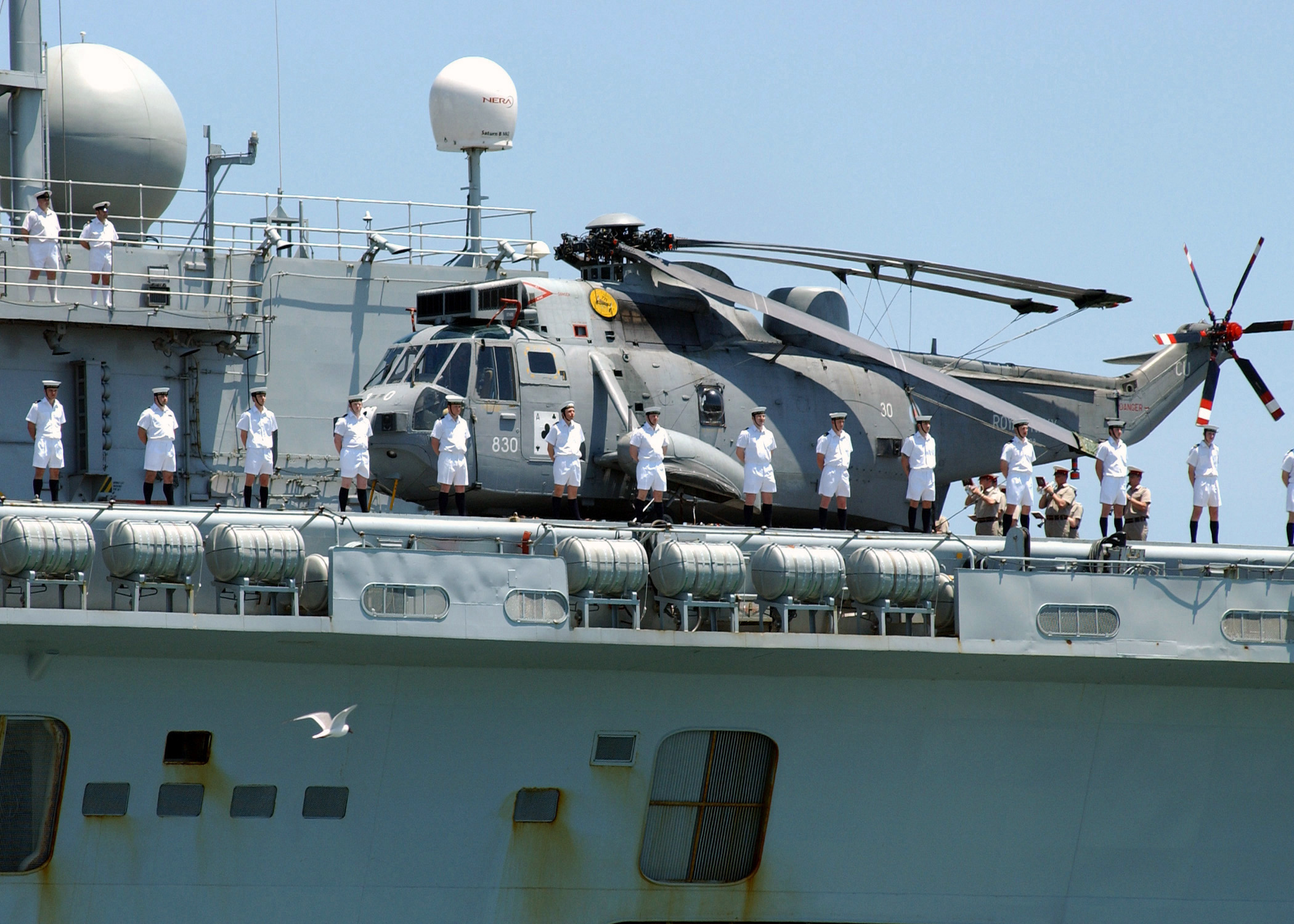
Sea King HAS.6

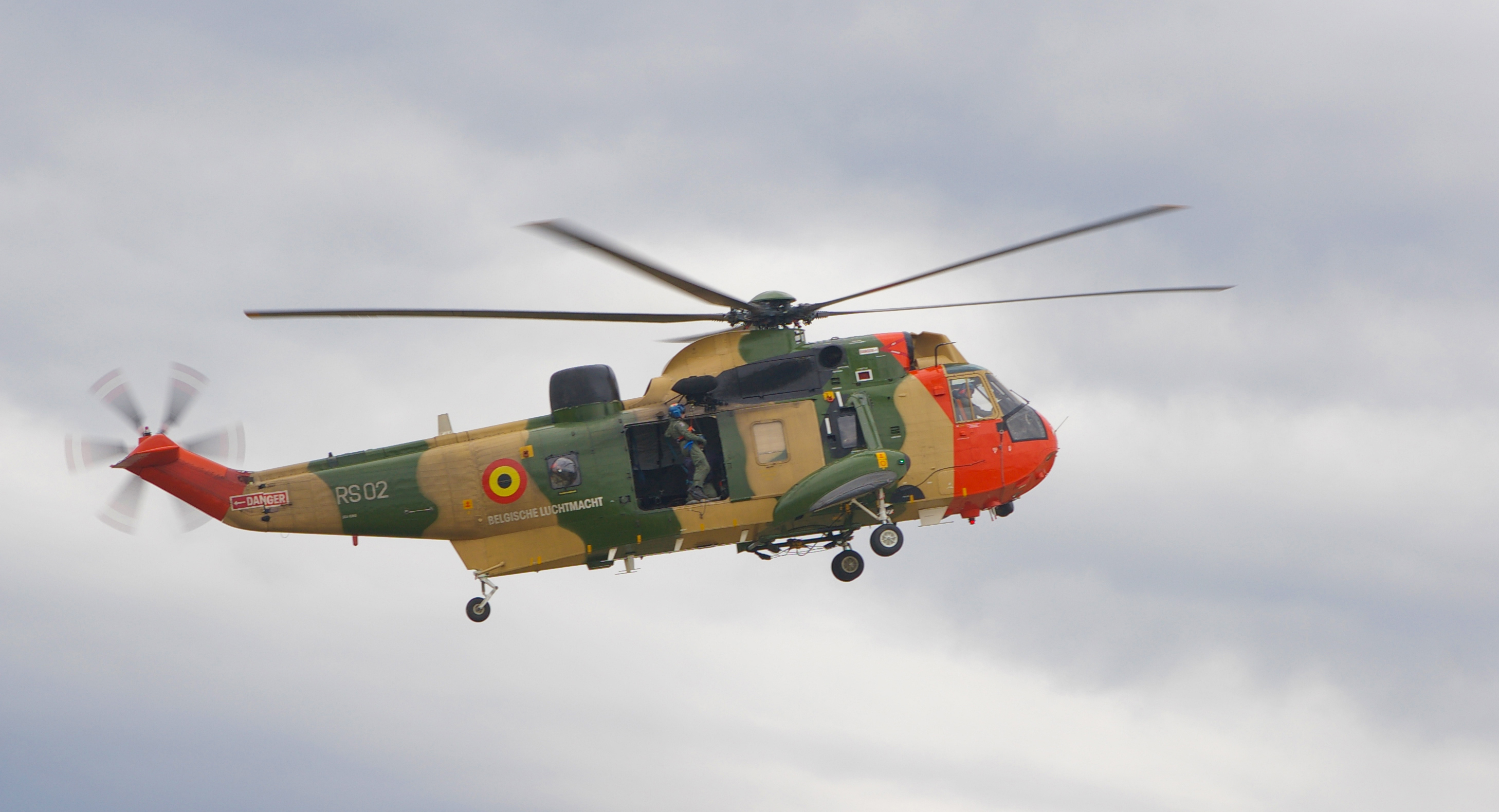
Belgischer Sea King Mk.48

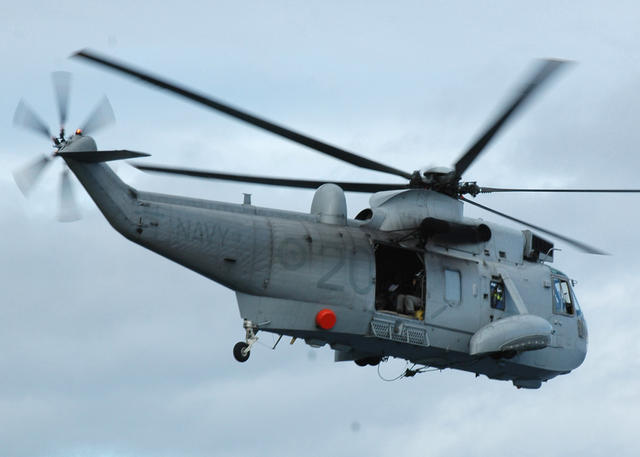
Sea King Mk.50 der RAN

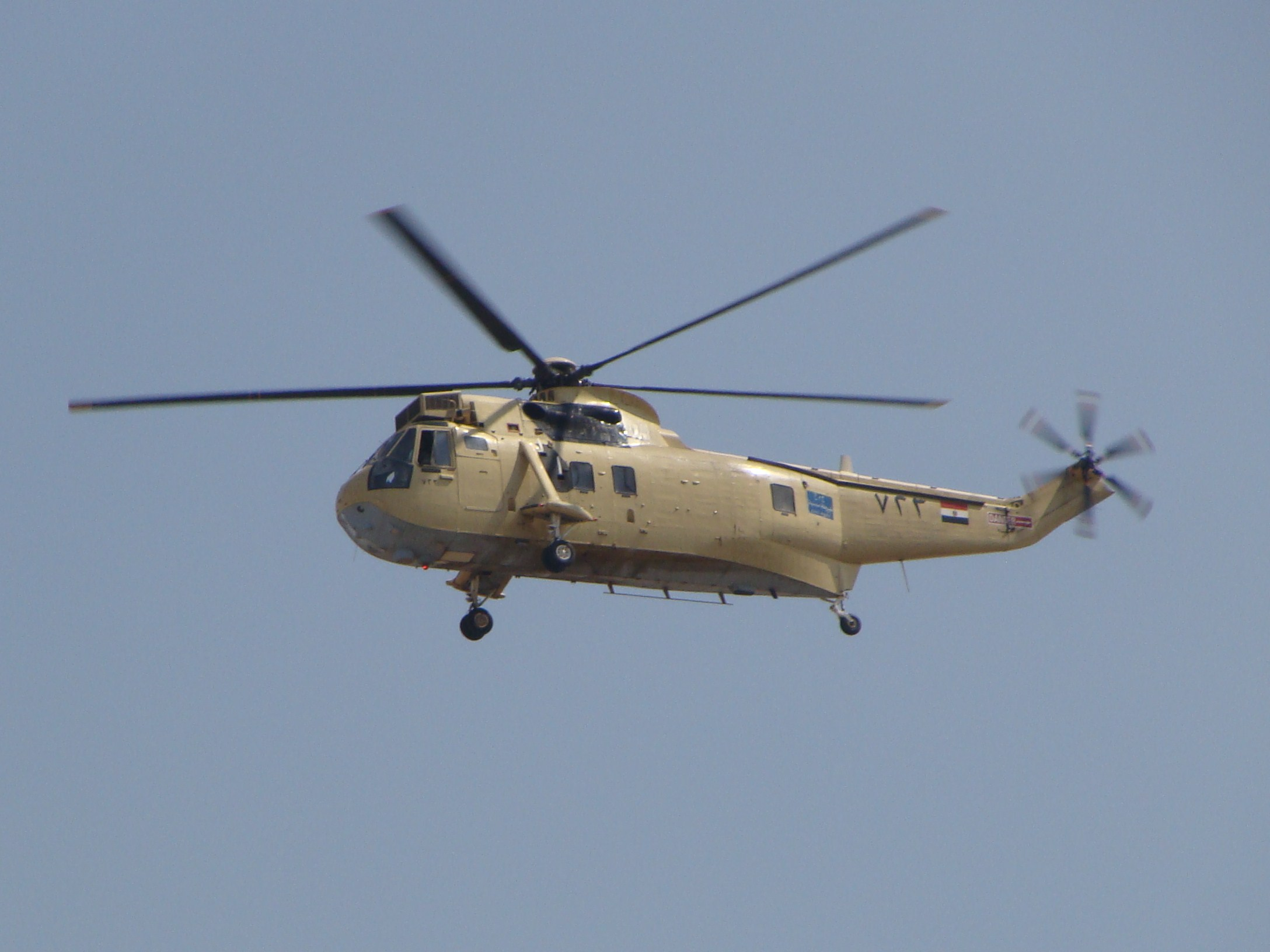
Commando Mk.1

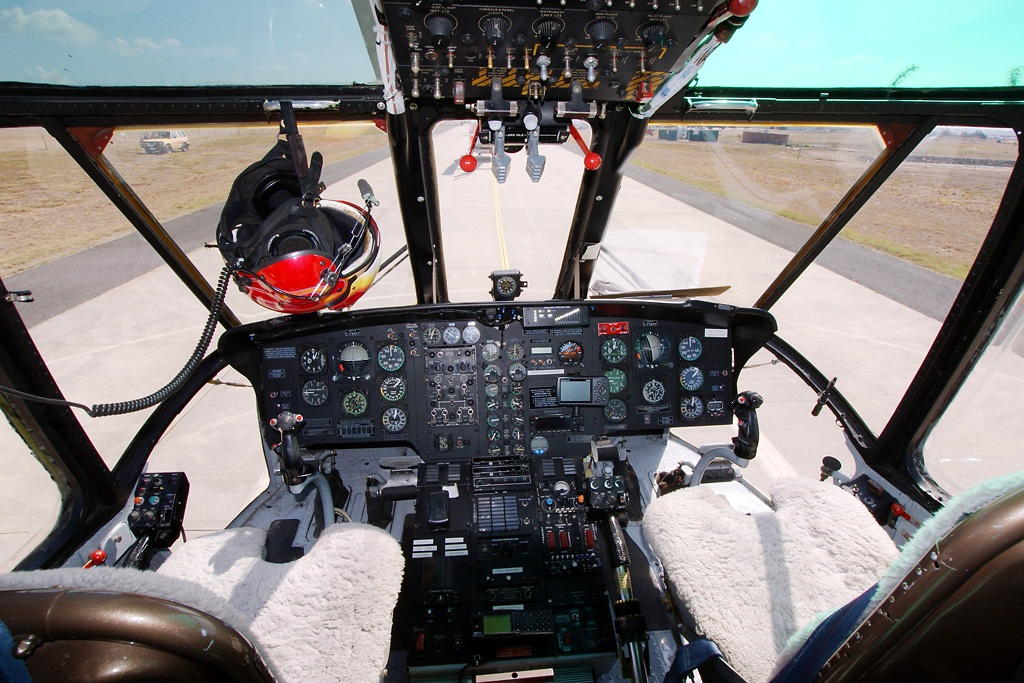
Cockpit einer Sikorsky S-61N

Die folgenden einziffrigen Baureihen wurden ausschließlich für die Britischen Streitkräfte entwickelt, bei denen sie 49 Jahre dienten. Die meisten Exemplare wurden bis März 2016 außer Dienst gestellt. Eine Ausnahme bildeten einige Sea King ASaC.7, die noch bis September 2018 genutzt wurden.
Sea King HAS.1U-Jagd-Hubschrauber für die Royal Navy (RN) mit britischer Elektronik, Erstflug 1969
Sea King HAS.2Verbesserte U-Jagd-Version der RN
Sea King AEW.2AUmbau von zwei HAS.2 zu Frühwarn-Hubschraubern
Sea King HAR.3SAR-Version der Royal Air Force (RAF)
Sea King HAR.3AModernisierte Version des HAR.3. der RAF
Sea King HC.4Truppentransporter der RN für 28 Soldaten mit festem Fahrwerk, ursprünglich für die Royal Marines entworfen
Sea King HAS.5Verbesserte U-Jagd-Version der RN
Sea King HAR.5Umbau von HAS.5 zu SAR-Hubschraubern für die RN
Sea King AEW.5Umbau von drei HAS.5 zu Frühwarn-Hubschraubern für die RN
Sea King HU.5Umbau von HAS.5 zu Mehrzweckhubschraubern für die RN
Sea King HAS.6Verbesserte U-Jagd-Version für die RN
Sea King HAS.6(CR)Umbau von fünf HAS.6 zu Mehrzweckhubschraubern für die RN
Sea King ASaC.7Frühwarn-Hubschrauber für die RN, entwickelt nach dem Falklandkrieg
Die folgenden zweiziffrigen Sea-King-Baureihen und die Commando-Versionen waren mit Ausnahme der 4X alle für den Export bestimmt und sind (2018) teilweise noch in Dienst.
Sea King Mk.41SAR-Version für die Deutsche Marine, 23 wurden gebaut
Sea King Mk.4Xzwei Hubschrauber für Tests des Royal Aircraft Establishment in Farnborough
Sea King Mk.42HAS.1 U-Jagd-Hubschrauber für die indische Marine, zwölf wurden gebaut
Sea King Mk.42AHAS.2 U-Jagd-Hubschrauber für die indische Marine, drei wurden gebaut
Sea King Mk.42Bfür die Bekämpfung von Seezielen ausgerüstete Mk.42 der indischen Marine
Sea King Mk.42CSAR-Version der indischen Marine
Sea King Mk.43SAR-Version der norwegischen Luftwaffe, zehn wurden gebaut
Sea King Mk.43AModernisierte Mk.43
Sea King Mk.43BModernisierte Mk.43
Sea King Mk.45HAS.1 U-Jagd-Hubschrauber für die pakistanische Marine, sechs wurden gebaut (111. Squadron, Mehran)
Sea King Mk.45Aein HAS.1 für Pakistan
Sea King Mk.47HAS.2 U-Jagd-Hubschrauber für Ägypten, sechs wurden gebaut
Sea King Mk.48SAR-Version für die heutige Belgische Luftkomponente, fünf wurden gebaut
Sea King Mk.50U-Jagd-Hubschrauber für die Royal Australian Navy, zehn wurden gebaut
Sea King Mk.50AU-Jagd-Hubschrauber für die Royal Australian Navy, zwei wurden gebaut
Sea King Mk.50BModernisierte Mk.50/Mk.50A
Commando Mk.1Truppentransporter für Ägypten
Commando Mk.2Truppentransporter für Ägypten
Commando Mk.2ATruppentransporter für Katar
Commando Mk.2BVIP-Transporter für Ägypten
Commando Mk.2CVIP-Transporter für Katar
Commando Mk.2EEloka-Version der ägyptischen Luftwaffe
Commando Mk.3für die Bekämpfung von Seezielen ausgerüstete Version für Katar

## Militärische Nutzer
| Argentinien Fuerza Aérea Argentina: 2, 1 S-61N, 1 S-61R Argentinische Marine: 16, 1 HSS-2, 6 SH-3D, 5 S-61D-4, 2 ASH-3D, 2 ASH-3H Helicopteros Marinos: 2, 1 S-61L, 1 S-61N Brasilien Marinha do Brasil: 18, 6 S-61D-3, 8 SH-3D, 4 AS-61D-3 Aeroleo Taxi Aereo: 5 1 S-61N, 4 S-61N.Mk2 Brunei Brunei Shell Petroleum: 8 S-61N Dänemark Flyvevåbnet: 9, 8 S-61 A-1, 1 S-61 A-5 Air Greenland: 13 10 S-61N, 3 S-61N.Mk2 Irak Irakische Luftstreitkräfte: 6? AS-3H/TS Iran Iranische Marine: 20? ASH-3D Irland Garda Cósta na hÉireann: 6, 3 S-61N, 3 S-61N.Mk2 Aer Chór na hÉireann: 1 S-61H-3 Indien Indische Marine: 6 UH-3H Italien Italienische Luftwaffe: 37 35 AS-61R, 2 ASH-3D/TS VIP Italienische Marine: 36 ASH-3D Japan Meeresselbstverteidigungsstreitkräfte: In Lizenz bei Mitsubishi gebaute Sea Kings Kanada Royal Canadian Navy: 41, 41 CH-124/CH-124A Sea King (S-61B/CHSS-2), 5 CH-124B (umgebaute CH-124) Canadian Coast Guard: 1 S-61N Cougar Helicopters: 4, 2 S-61N, 2 S-61N.Mk2 Hayes Forest Services: 3 S-61N VIH Helicopters: 10, 4 S-61N, 4 S-61N.Mk2, 2 S-61L Libanon Akhdar Dayem Association: 3 S-61N.Mk2 Malaysia Malaysische Luftstreitkräfte: 45, 43 S-61A4, 2 AS-61N-1 (2015 Teilabgabe an das Heer, 1 Absturz 2013) Malaysisches Heer: 12 S-61A4 (Übernahme von den Luftstreitkräften) Niederlande KLM Helikopters: 10, 4 S-61N, 6 S-61N.Mk2 Norwegen Helikopter Service: 13, 6 S-61N, 7 S-61N.Mk2 Pakistan Pakistan International Airlines: 3 S-61N Peru Marina de Guerra del Peru: 15 bis 19, 12 bis 16 ASH-3D (inkl. 6 ehemals spanischer SH-3D), 3 UH-3H Saudi-Arabien Thailand Thai Aviation Service: 5, 3 S-61N, 2 S-61N.Mk2 Tunesien Luftstreitkräfte: 16, 4 CH-3C, 12 CH-3E Spanien Armada Española: 18 SH-3D INAER: 2, 1 S-61N, 1 S-61N.Mk2 Venezuela Ejercito de Venezuela: 4 AS-61A-4 Vereinigtes Königreich HM Coastguard: 8 S-61N.Mk2 Brintel Helicopters: 7, 2 S-61N, 4 S-61N.Mk2, 1 S-61L British Airways Helicopters: 18 S-61N.Mk2 British Caledonian Helicopter: 6 1 S-61N, 5 S-61N.Mk2 British European Airways: 5 S-61N.Mk2 Bristow: 17, 5 S-61N, 12 S-61N.Mk2 Ministry of Defence/Westland: 5, 3 S-61D-1 (HAS1), 2 S-61L SH-3D, Erprobungsträger für den Westland-Lizenzbau Vereinigte Staaten United States Air Force: 138 3 CH-3A/HSS-2, 3 CH-3B, 74 CH-3C, 45 CH-3E, 13 HH-3E United States Coast Guard: 40 HH-3F Pelican United States Marine Corps: 19 8 VH-3A, 11 VH-3D (Presidential Flight, Rufzeichen „Marine 1“ bei Transport des Präsidenten) United States Navy: 334, 10 XHSS-2, 245 SH-3A, 79 SH-3D US Department of State: bis zu 110 S-61T Triton (gebrauchte Exemplare verschiedener Baureihen für Afghanistan) Brown Helicopter: 2 S-61N.Mk2 Carson Helicopters: 45, 15 HSS-2, 12 S-61N, 7 S-61N.Mk2, 2 S-61L, 3 CH-3, 4 SH-3D, 1 HH-3F Chicago Helicopter Airways: 1 S-61L Croman Corp: 18 S-61 6 HSS-2, 2 S-61L, 2 S-61N, 3 S-61N.Mk2, 2 SH-3A, 1 CH-3B, 1 CH-3C, 1 CH-3E Los Angeles Airways: 5 S-61L | Japan Japanische Maritime Selbstverteidigungsstreitkräfte: 185, 55 HSS-2, 28 HSS-2A, 82 HSS-2B, 3 S-61A, 4 S-61A-1, 13 S-61AH, 2 S-61L Ägypten Luftwaffe: 28, 5 Commando Mk1, 23 Commando Mk2A Marine: 6 Sea King Mk47 (nur 5 betrieben) Australien Marine: 12, 10 Sea King Mk50, 2 Sea King Mk50A Belgien Belgische Marine: 5 Sea King Mk48 Deutschland Deutsche Marine: 23 Sea King Mk41 – Ausmusterung Ende August 2024 Indien Indian Navy: 42, 12 Sea King Mk42, 3 Sea King Mk42A, 21 Sea King Mk42B (nur 20 betrieben, 1 Exemplar vor Lieferung abgestürzt), 6 Mk42C Katar Qatar Emiri Air Force: 12 Commando Mk3 Norwegen Luftforsvaret 14 Sea King Mk43 Pakistan Pakistan Navy: 10, 8 Sea King Mk45/Mk45A (HAS5), 1 Sea King HAR3A, 1 Sea King HC.4 Ukraine Ukrainische Seestreitkräfte: 9, 3 Sea King HU.5/HAS.5 (gebrauchte Exemplare der Royal Navy), 6 Sea King Mk.41 (gebrauchte Exemplare der Deutschen Marine) Vereinigtes Königreich Royal Air Force: 25, 19 Seaking HAR3, 6 Sea King HAR3 Royal Navy: 198 155 Sea King HAS1/HAS2/HAS2A/HAS5/HAS6, 43 Sea King HC4, 10 Sea King AEW2A (umgebaute HAS2), 9 Sea King AEW7/ASaC7 (umgebaute AEW2A) QinetiQ : 1 Sea King HAS5 |

## Technische Daten

Risszeichnung des SH-3H Sea King

| Kenngröße      | Daten | Daten |
| -------------- | --- | --- |
| Besatzung      | SH-3H/D                                                                                                   | 4 (2 Piloten, 2 Sensor-Offiziere) + 3 Passagiere                                                          |
| Besatzung      | UH-3H/SH-3G                                                                                               | bis zu 15 Passagiere                                                                                      |
| Besatzung      | Mk 41 | 4 (2 Piloten, 1 LOPO (Luftfahrzeugoperationsoffizier), 1 Bordmechaniker)                                  |
| Sensorik       | verschiedene Sonarbojen und pyrotechnische Ausrüstung                                                     | verschiedene Sonarbojen und pyrotechnische Ausrüstung                                                     |
| Antrieb        | SH-3H/UH-3H                                                                                               | 2 × General Electric T-58-GE-402-Turbowellen-Triebwerke mit je 1.500 Wellen-PS                            |
| Antrieb        | SH-3D | 2 × General Electric T58-GE-10-Turbowellen-Triebwerke mit je 1.400 Wellen-PS                              |
| Antrieb        | SH-3G | 2 × General Electric T58-GE-8F-Turbowellen-Triebwerke mit je 1.250 Wellen-PS                              |
| Antrieb        | Westland                                                                                                  | 2 × Rolls-Royce Gnome (Mks. 1 & 2 H1400-1, Mk. 4 H1400-2) mit je 1.600 Wellen-PS                          |
| Flugleistungen | SH-3D/H-Helikopter erreichen für bis zu 5,5 Stunden Geschwindigkeiten von bis zu 120 Knoten (222,24 km/h) | SH-3D/H-Helikopter erreichen für bis zu 5,5 Stunden Geschwindigkeiten von bis zu 120 Knoten (222,24 km/h) |

## Bewaffnung
An den seitlichen Laststationen können Waffen oder Behälter befestigt werden. In den Türen und Fenstern sind Lafettierungen für bewegliche Maschinengewehre anbaubar.
Intern (auf schwenkbaren Drehkugellafetten lafettiert)
- 2 × 7,62-mm-Maschinengewehre Fabrique Nationale FN MAG 60.30 GPMG mit mehreren Gurtkästen zu je 100 Schuss Munition
- 1 × 7,62-mm-Maschinengewehr U.S. Ordnance M60D mit mehreren Gurtkästen zu je 100 Schuss Munition
- 1 × 12,7-mm-Maschinengewehr Fabrique Nationale FN M3M mit mehreren Gurtkästen zu je 110 Schuss Munition

Extern (Kampfmittel für maximal 400 kg an zwei Außenlastträgern)
Torpedos
- 2 × (Marconi) BAe Systems Sting-Ray-Torpedo (325-mm-Torpedo)
- 2 × Alliant-Techsystems Mk.46-Torpedo (325-mm-Torpedo)
- 2 × General Electric/Naval Ordnance Station Forest Park Mk.44 Mod.1-Torpedo (324-mm-Torpedo)
- 2 × EuroTorp/Whitehead Alenia Sistemi Subacquei A244-S-Torpedo (324-mm-Torpedo)

Seezielflugkörper
- 4 × MBDA (UK) Ltd „Sea Skua“ Mk.2 – halbaktiv radargelenkt (SARH)
- 2 × BAe Dynamics P3T „Sea Eagle“ – radargelenkt
- 2 × Aérospatiale/MBDA AM.39 „Exocet“ – radargelenkt
- 2 × MBDA Marte 2 – radargelenkt

Wasserbomben
- 1 × B57 (20-kT-Nuklear-Wasserbombe)
- 4 × Mk.11 (160-kg-Wasserbombe)

### Selbstschutz
Aktive Maßnahmen
- 1 × AN/ALE-37/A externer Täuschkörperwerfer-Behälter mit 120 Täuschkörper-Patronen (bspw. MJU-8A/B-Hitzefackeln mit 38 mm Breite und Länge)

## Zwischenfälle
- Am 22. Mai 1968 verlor ein Hubschrauber des Typs Sikorsky S-61 der Los Angeles Airways auf einem planmäßigen Flug von Disneyland zum Los Angeles International Airport die Rotorblätter und stürzte bei Paramount, Kalifornien (USA) ab. Alle 23 Personen starben (siehe auch Los-Angeles-Airways-Flug 841).[21]
- Am 14. August 1968 stürzte ein Hubschrauber des Typs Sikorsky S-61 der Los Angeles Airways auf dem Flug vom Los Angeles International Airport nach Disneyland bei Compton, Kalifornien (USA) aufgrund eines technischen Defekts ab. Alle 21 Menschen an Bord starben (siehe auch Los-Angeles-Airways-Flug 417).[22]
- Am 25. Oktober 1973 stürzte ein Hubschrauber des Typs Sikorsky S-61N der Greenlandair (Luftfahrzeugkennzeichen OY-HAI; Aĸigssiaĸ) zehn Minuten nach Flugbeginn auf dem Weg von Nuuk nach Paamiut bei Utoqqarmiut ins Meer. Alle 15 Insassen starben bei dem Absturz. Das Wrack wurde im Februar 1974 nach mehreren Monaten erfolgloser Versuche aus einer Tiefe von 204 m geborgen, bis dahin die größte Tiefe für die Bergung eines Luft- oder Seefahrzeugs (siehe auch Absturz der Sikorsky S-61N OY-HAI).[23]
- Am 16. Mai 1977 brach das rechte Hauptfahrwerk eines Sikorsky S-61L der New York Airways (N619PA), nachdem er zweieinhalb Minuten zuvor auf der Dachplattform des Pan Am Buildings gelandet war. Der Hubschrauber kippte auf die Seite, wobei der laufende Hauptrotor Bodenkontakt bekam und zersplitterte. Vier Passagiere, die gerade zusteigen wollten, wurden von den Rotorblättern erschlagen. Mehrere Trümmerteile stürzten vom Dach herab und töteten eine Fußgängerin. Weitere 24 Personen wurden verletzt, davon zwei schwer (siehe auch New-York-Airways-Flug 972 (1977)).[24][25]
- Am 18. April 1979 verlor ein Sikorsky S-61L der New York Airways (N618PA) kurz nach dem Start vom Flughafen Newark ein Blatt des Heckrotors. Zu diesem Zeitpunkt befand sich der Hubschrauber in einer Höhe von 1.200 Fuß (etwa 365 Meter). Die Piloten leiteten aufgrund der Unwucht einen Notsinkflug ein und entschieden, nach Newark zurückzukehren. Infolge der durch die Unwucht verursachten Vibrationen löste sich der Heckrotor in einer Flughöhe von 150 Fuß (etwa 45 Meter) vollständig vom Rumpf. Der Hubschrauber kippte daraufhin über die Nase ab und ging in einen steilen Sturzflug über. Beim Aufprall kamen drei Passagiere ums Leben, zehn weitere Fluggäste und drei Besatzungsmitglieder wurden schwer verletzt (siehe auch New-York-Airways-Flug 972 (1979)).[26]